# Dirinon
Dirinon [diʁinɔ̃] est une commune du département du Finistère, dans la région Bretagne, en France.
Commune essentiellement rurale de 3 300 hectares, elle est située entre Landerneau et Daoulas. Ses habitants, les Dirinonais et les Dirinonaises, étaient 2 554 au recensement de 2008.

## Géographie

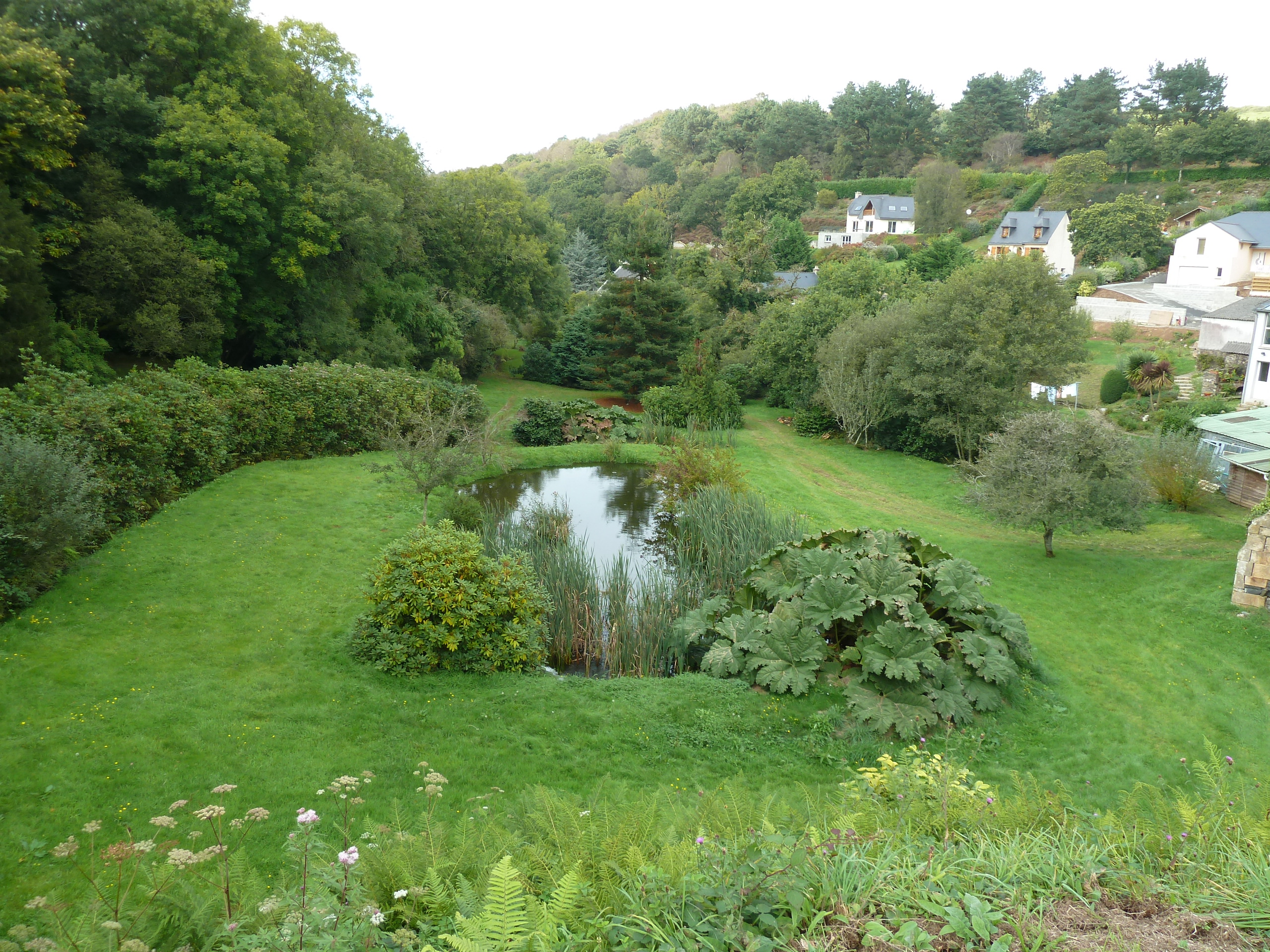
Le parc de l'étang du Roual.

Dirinon se trouve à la limite du Léon et de la Cornouaille, à proximité des deux villes de Brest (distante de 16 kilomètres) et Landerneau (situé à 6 km au nord-est). La commune est limitée au nord-ouest par l'estuaire de l'Élorn et la rivière de Daoulas et au sud elle s'étend jusqu'à la vasière et la grève de Landrevezen en bordure de la Rade de Brest (rive nord de l'embouchure de la rivière de Daoulas). Son finage est étiré en longueur dans le sens nord-nord-est au sud-sud-est.
La commune est principalement constituée de grès dans sa partie nord-ouest et de schistes argileux dans sa partie sud-est. Les altitudes s'échelonnent du niveau de la mer à 179 mètres pour le point culminant situé entre Bodron et Kernoster ; le bourg est à 141 mètres d'altitude et l'altitude moyenne de la commune est de 90 mètres. « Le bourg de Dirinon est situé sur un plateau dominant un vaste horizon ; aussi, dans le trajet en chemin de fer de Quimper à Landerneau, voit-on admirablement ce clocher que la voie ferrée contourne pendant 6 ou 7 kilomètres, et qui semble vous poursuivre comme une obsession ». Du bourg de Dirinon, l'on aperçoit les monts d'Arrée et le Menez-Hom.
Les rochers de Quillien offrent un beau point de vue sur l'Élorn, la rade de Brest et les villes de Brest et de Landerneau. Les rochers de Kerloussouarn dominent le bois et l'étang du Roual, principal plan d'eau douce de la commune, alimenté par deux petits cours d'eau qui prennent leur source sur les hauteurs de Loperhet, le Roual et le Linglas ; l'étang, d'une superficie de 58 ha, a été aménagé en 1622 (son pignon sud porte l'inscription « Ollivier Coatnempren, seigneur du Rouazle a faict faire ce moulin et chaussée l'an mil six centz et vingt et devx ») pour l'alimentation en eau du moulin du Roual dans un yeun ("cuvette marécageuse" en breton, probablement une ancienne tourbière, creusée dans les grès dits de Landévennec) ; en aval, le Roual traverse en cluse les hauteurs formées de quartzites qui dominent la rive sud de l'estuaire de l'Élorn dans lequel se jette ce petit fleuve côtier. Le parc de loisirs de Creac'h-ar-Roual, qui s'étend aussi sur la commune de Landerneau, avec des parcours piétonniers aménagés, de petits animaux (brebis naines) et un arboretum, se trouvent à proximité.

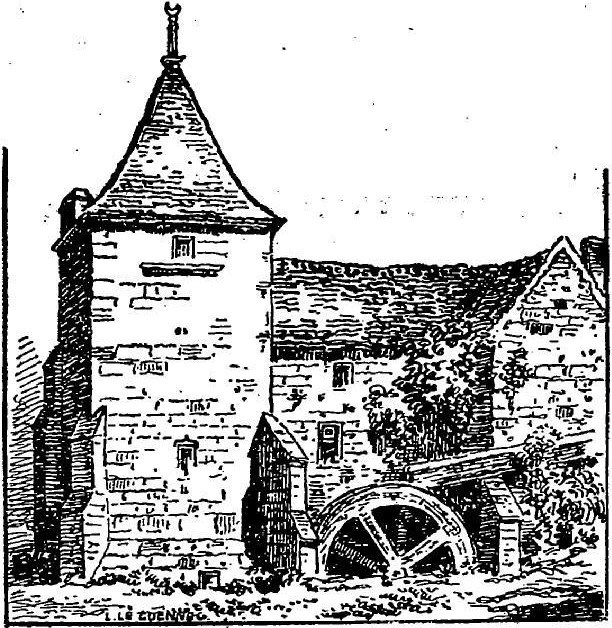
Le moulin du Rouazle en 1929 (dessin de Louis Le Guennec).

Albert Clouard décrit ainsi la campagne de Dirinon en 1892 :

« Des vallons tranquilles et verts, où stagnent les étangs de Lesquivit et du Rouazle, où les moulins somnolent dans leur nid d'iris et de glaïeuls écoutant chanter l'eau fusant entre leurs vannes. Les rochers à pic de Quillien pomponnent leurs grisailles de bouquets d'ajoncs criblés d'or. Du sommet d'une côte, nous apercevons la rivière d'Élorn fuyant entre de hautes rives touffues. »

### Localisation
| Élorn                                      | Landerneau | Pencran      |
| Plougastel-Daoulas, Brest Métropole Océane | Dirinon    | Saint-Urbain |
| Loperhet, Rade de Brest                    | Daoulas    | Irvillac     |

### Hydrographie
Pour un article plus général, voir Réseau hydrographique du Finistère.
La commune est située dans le bassin Loire-Bretagne. Elle est drainée par divers petits cours d'eau,.
Un plan d'eau complète le réseau hydrographique : l'étang du Roual (6,6 ha),.

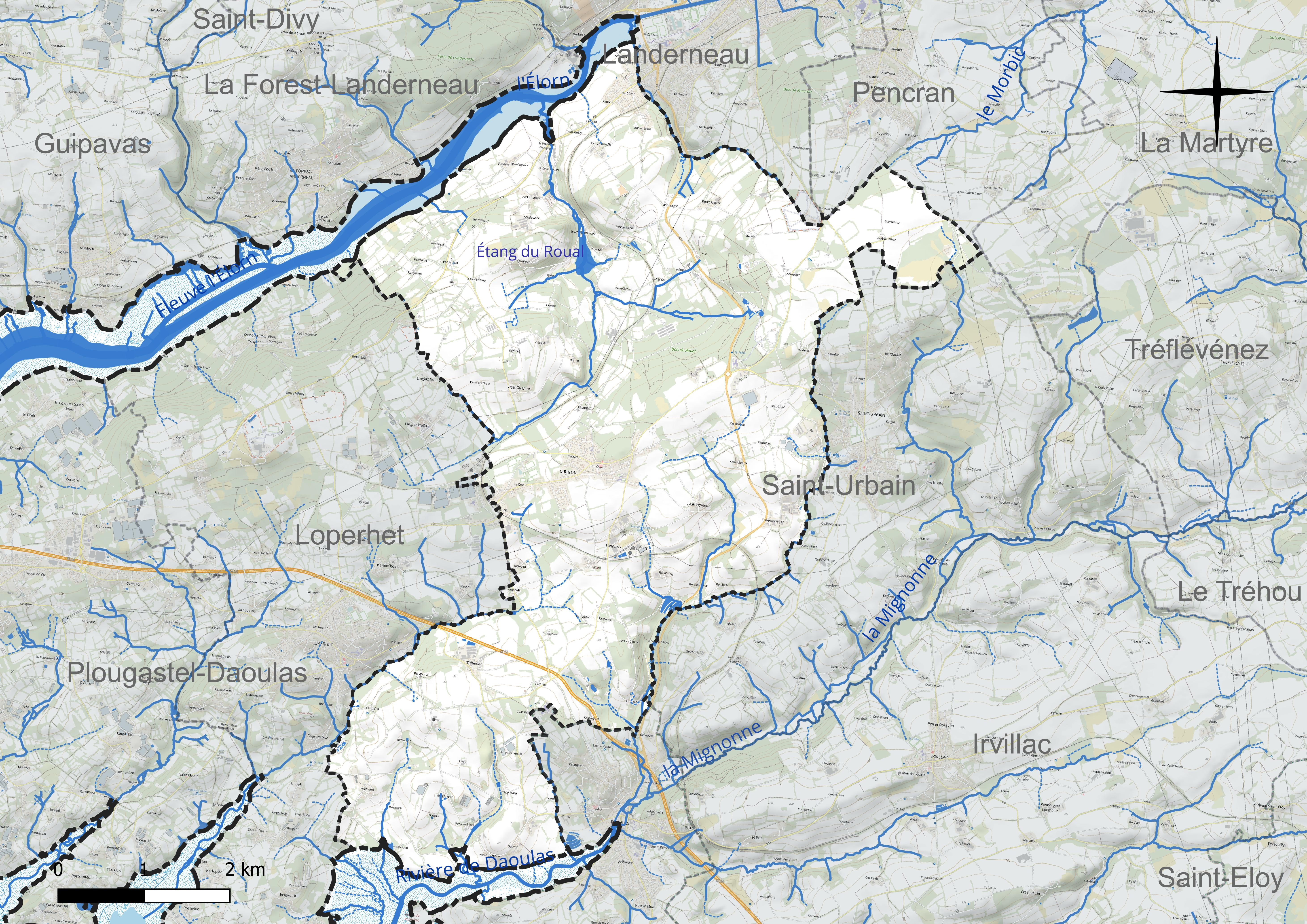
Réseau hydrographique de Dirinon[Note 1].
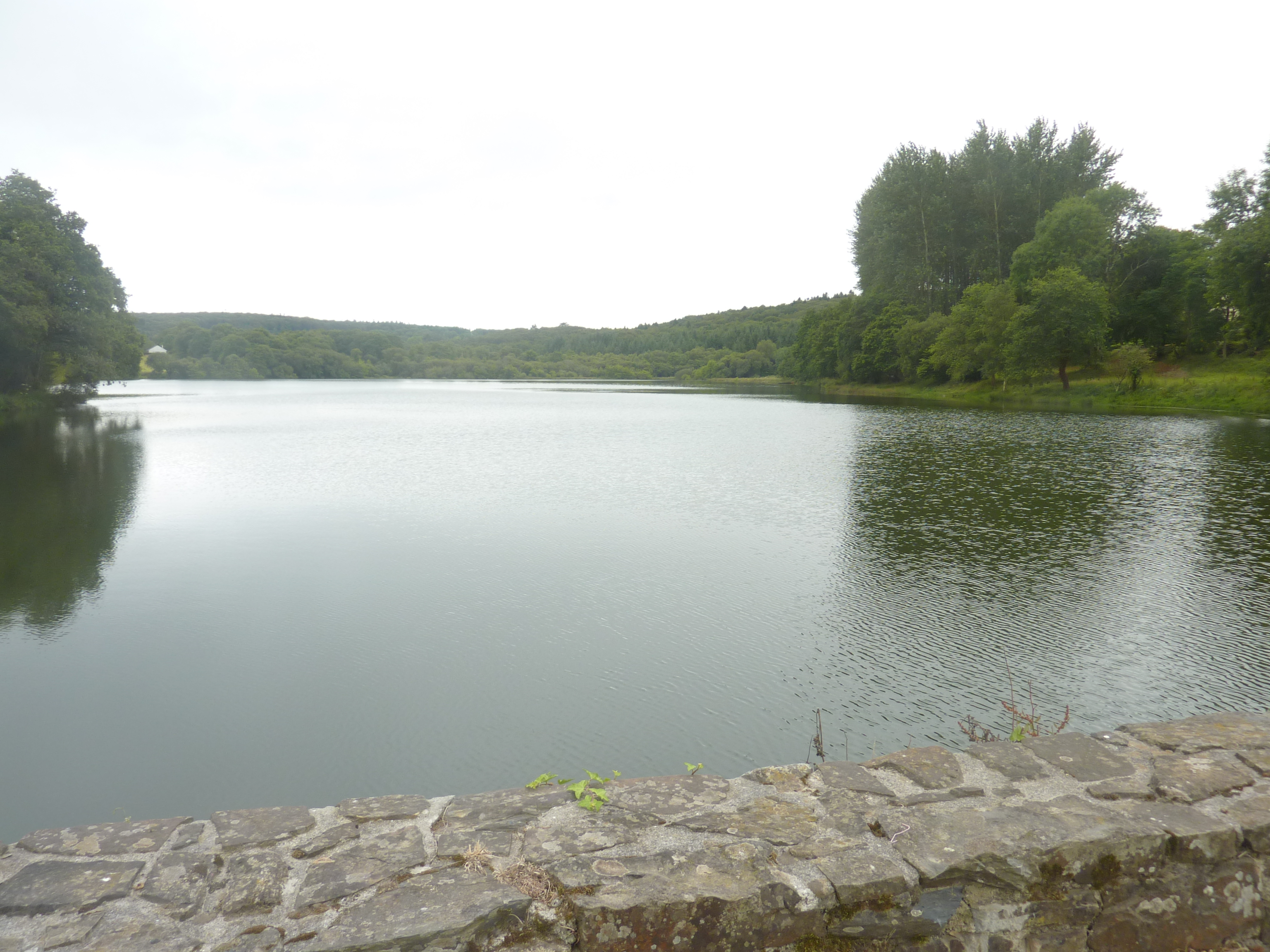
Dirinon : l'étang du Roual.

### Climat
Pour des articles plus généraux, voir Climat de la Bretagne et Climat du Finistère.
En 2010, le climat de la commune est de type climat océanique franc, selon une étude du CNRS s'appuyant sur une série de données couvrant la période 1971-2000. En 2020, Météo-France publie une typologie des climats de la France métropolitaine dans laquelle la commune est exposée à un climat océanique et est dans la région climatique  Finistère nord, caractérisée par une pluviométrie élevée, des températures douces en hiver (6 °C), fraîches en été et des vents forts. Parallèlement l'observatoire de l'environnement en Bretagne publie en 2020 un zonage climatique de la région Bretagne, s'appuyant sur des données de Météo-France de 2009. La commune est, selon ce zonage, dans la zone « Littoral », exposée à un climat venté, avec des étés frais mais doux en hiver et des pluies moyennes.  
Pour la période 1971-2000, la température annuelle moyenne est de 10,9 °C, avec  une amplitude thermique annuelle de 10,8 °C. Le cumul annuel moyen de précipitations est de 1 218 mm, avec 16,3 jours de précipitations en janvier et 9 jours en juillet. Pour la période 1991-2020, la température moyenne annuelle observée sur la station météorologique la plus proche, située sur la commune de Guipavas à 10 km à vol d'oiseau, est de 11,7 °C et le cumul annuel moyen de précipitations est de 1 229,8 mm,. Pour l'avenir, les paramètres climatiques de la commune estimés pour 2050 selon différents scénarios d'émission de gaz à effet de serre sont consultables sur un site dédié publié par Météo-France en novembre 2022.

## Urbanisme

### Typologie
Au 1er janvier 2024, Dirinon est catégorisée bourg rural, selon la nouvelle grille communale de densité à 7 niveaux définie par l'Insee en 2022.
Elle est située hors unité urbaine. Par ailleurs la commune fait partie de l'aire d'attraction de Brest, dont elle est une commune de la couronne,. Cette aire, qui regroupe 68 communes, est catégorisée dans les aires de 200 000 à moins de 700 000 habitants,.
La commune, bordée par la mer d'Iroise, est également une commune littorale au sens de la loi du 3 janvier 1986, dite loi littoral. Des dispositions spécifiques d'urbanisme s'y appliquent dès lors afin de préserver les espaces naturels, les sites, les paysages et l'équilibre écologique du littoral, tel le principe d'inconstructibilité, en dehors des espaces urbanisés, sur la bande littorale des 100 mètres, ou plus si le plan local d'urbanisme le prévoit.

### Occupation des sols
L'occupation des sols de la commune, telle qu'elle ressort de la base de données européenne d'occupation biophysique des sols Corine Land Cover (CLC), est marquée par l'importance des territoires agricoles (76,7 % en 2018), en augmentation par rapport à 1990 (75,8 %). La répartition détaillée en 2018 est la suivante :
zones agricoles hétérogènes (39,7 %), terres arables (34,2 %), forêts (18,1 %), prairies (2,8 %), zones urbanisées (2,7 %), milieux à végétation arbustive et/ou herbacée (1,3 %), zones industrielles ou commerciales et réseaux de communication (0,9 %), zones humides côtières (0,1 %), eaux maritimes (0,1 %). L'évolution de l'occupation des sols de la commune et de ses infrastructures peut être observée sur les différentes représentations cartographiques du territoire : la carte de Cassini (XVIIIe siècle), la carte d'état-major (1820-1866) et les cartes ou photos aériennes de l'IGN pour la période actuelle (1950 à aujourd'hui).

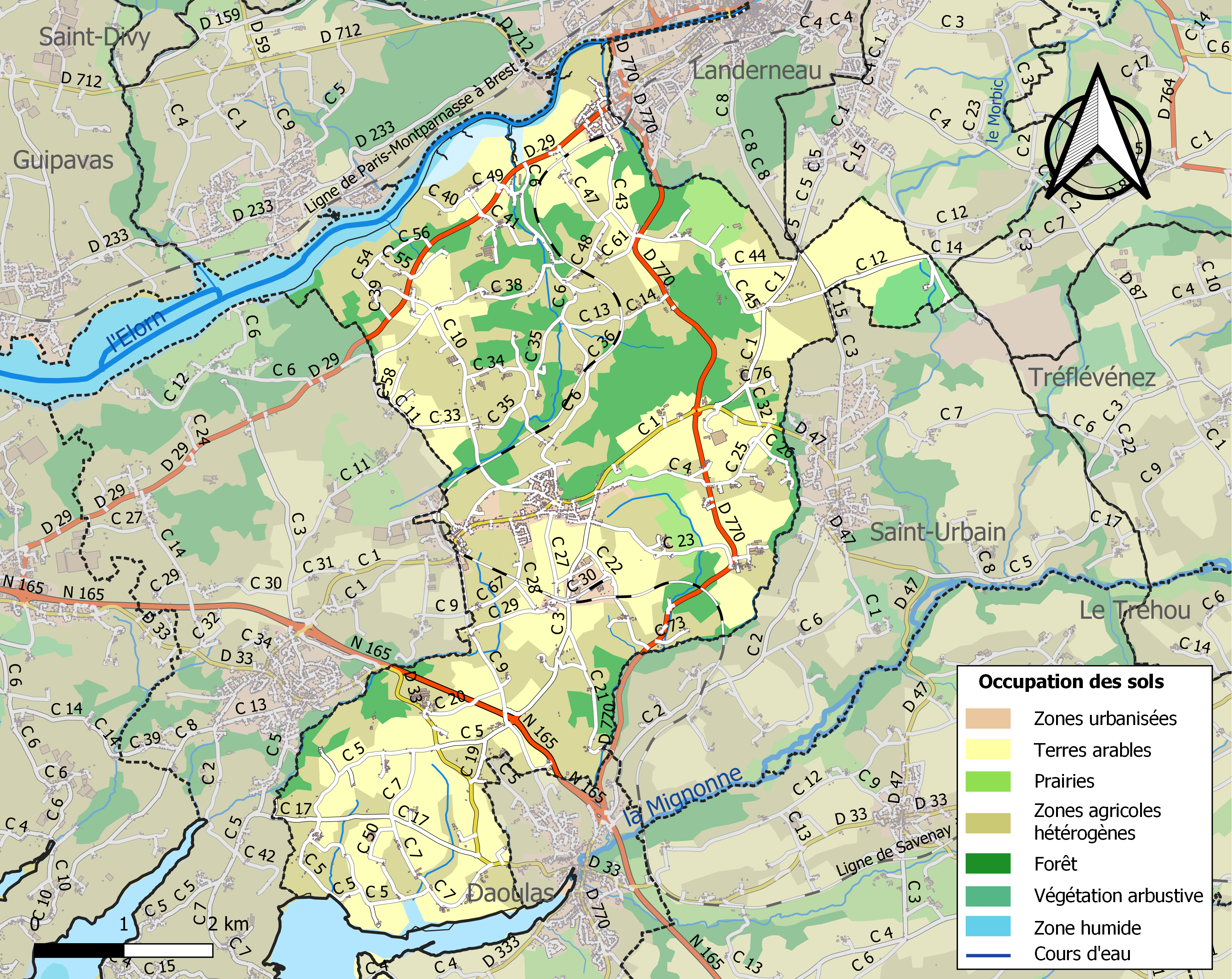
Carte des infrastructures et de l'occupation des sols de la commune en 2018 (CLC).

### Transports

#### Route
La RN 165, qui est une voie express reliant Brest à Quimper et Nantes passe au sud-ouest de la commune, desservie par deux échangeurs, l'un sur la route menant à Loperhet, l'autre en direction de Daoulas.

#### Transports ferroviaires
La gare de Dirinon - Loperhet est desservie, par le réseau TER Bretagne et se trouve sur la ligne de Savenay à Landerneau, voie ferrée non électrifiée et à voie unique reliant aussi Brest à Quimper.
Les TER y font 4 arrêts par jour, 2 en venant de Quimper et 2 en venant de Brest, du lundi au dimanche.
Les horaires de passage sont affichés sous un abri, situé en bordure de voie. Il est possible de joindre la gare de Landerneau, par un poste d'appel spécialement conçu, pour avertir d'un éventuel retard de train ou incident sur la voie.

#### Transport aérien
- L'aéroport de Brest-Bretagne, situé à Guipavas, est distant de 23 km.

## Toponymie
Dirinon est composé de Diri et de Non, signifiant les « chênes de Sainte Nonne ». L'étymon indo-européen *deru- (avec le sens polysémique de solide, ferme comme un arbre) se retrouve en effet dans le sens de chêne, l'arbre par excellence, dans le gaulois dervos et le vieux-breton dar qui a comme pluriel diri.

## Histoire

### Introduction
L'histoire de cette commune est intéressante tant par les vestiges qu'elle conserve de l'époque préhistorique et de l'époque gallo-romaine que par la richesse de son patrimoine religieux et le nombre des manoirs qui s'y trouvaient au Moyen Âge. (Résumé de Dirinon et son Pays au fil de l'histoire de la Bretagne, Tome II, écrit par Jean-Bernard de La Brosse)

### Origines et étymologie
Dirinon fait partie de la Cornouaille (même si la localité est à la limite nord de la Cornouaille, toute proche du Léon), la paroisse dépendant de l'évêché de Cornouaille pour le spirituel et obéissant pour le temporel à l'usement de Cornouaille. C'est un ancien démembrement de la paroisse de Plougastel-Daoulas. Jusqu'à la Révolution française, la paroisse de Dirinon incluait les trèves de Saint-Urbain et Trévarn. C'était aussi un prieuré dépendant de l'abbaye de Daoulas. Geoffroy, évêque de Quimper de 1170 à 1185, confirmant la fondation de l'abbaye de Daoulas par les seigneurs de Léon, ajouta à leurs libéralités la prébende de Dirinon, que l'évêque Guillaume, dans un acte de 1218, appelle église de Sainte-Monitte ou Nonitte. L'église paroissiale de Dirinon fut possédée jusqu'à la fin du XVe siècle par un prieur chanoine régulier de l'abbaye de Daoulas ; ce prieuré fut uni à la mense conventuelle de l'abbaye de Daoulas le 7 juin 1498 en vertu d'une bulle du Pape Alexandre VI.
Le nom de Dirinon provient de sainte Nonne et signifie La terre de Nonne. Celle-ci, après avoir fui le Pays de Galles où elle aurait été violentée par le prince Ceredig (dit aussi Xanthus), se serait réfugiée dans la forêt de Talarmon et aurait donné naissance à son fils saint Divy à cet endroit. « Au XVIIIe siècle, on montrait encore à Dirinon les rochers où sainte Nonne avait coutume de prier et où on croyait voir l'empreinte de ses genoux. Au bas de la pierre était la trace de ses genoux et en haut le creux où elle déposa son enfant » « sur un rocher qui s'amollit comme de la cire pour former un berceau au nouveau-né ». « L'eau manquant pour baptiser son fils, sainte Nonne adressa sa prière à Dieu et, peu après, elle put baptiser son fils à la belle fontaine de Dirinon » écrit encore Paul Sébillot. Il est fort probable que cette protection sous le vocable de Sainte Nonne, soit la christianisation d'un culte plus ancien.
Ce récit légendaire est une trace de l'ancienne immigration galloise en Armorique (plus précisément cambrienne) aux alentours du VIe siècle, dont on trouve de nombreuses autres traces toponymiques dans la région, les nombreux saints bretons d'origine galloise en étant une autre preuve, saint David ou saint Nonna (à ne pas confondre avec sainte Nonne) par exemple.
La tradition populaire dit que la chapelle Sainte-Nonne a été primitivement l'église paroissiale. Elle ajoute qu'on voulut d'abord bâtir l'église loin de l'endroit où elle est maintenant, à Gorre Lan-Urvan, mais que l'architecte, voyant qu'une puissance surnaturelle renversait les murs à mesure qu'il les construisait, plaça une des pierres destinées à l'édifice sur une charrette attelée de bœufs, qui se rendirent d'eux-mêmes à l'endroit qu'avait choisi la sainte. Cette pierre se montre encore dans la chapelle.
Le pardon de Sainte-Nonne avait lieu traditionnellement le deuxième dimanche après la Fête-Dieu, donc fin juin. Selon A. Marteville et P. Varin, annotateurs en 1843 du livre de Jean-Baptiste Ogée Dictionnaire historique et géographique de la province de Bretagne paru initialement entre 1778 et 1780, « l'on conserve les reliques de la Sainte à Dirinon, dans un reliquaire d'argent de la forme d'une chapelle et dans le goût du XVIe siècle, portant les armes des seigneurs de Lesquivit, Lezuzan et de Kerbringal ».

### Préhistoire et Antiquité
Deux stèles funéraires datant de l'âge du fer se trouvent, l'une derrière la mairie, l'autre à Kervern Mindu. Un dolmen est situé près du village de Linglaz. Deux tumuli ont été identifiés, l'un sur la montagne de Gorre-Menez, près de la route allant de Landerneau à Plougastel-Daoulas, l'autre sur une parcelle dénommée Quistillic près du village de Trébéolin.
Des enceintes fortifiées existent : l'une, de forme rectangulaire, se trouve dans le parc de Créac'h ar Roual et est dénommée « camp romain » ; une seconde, circulaire, est au Castellic de Brenot, à 2 km au nord-ouest du bourg ; une troisième, oblongue, dénommée Parc ar Roué, se trouve dans le bois de Lesquivit.
Des tronçons de voies romaines et gauloises ont été identifiés dans la commune : la voie romaine allant de Quimper à Landerneau via Le Faou et Daoulas passait par Dirinon.

### Moyen Âge
Le registre de réformation de la noblesse de 1448 mentionne pour Dirinon, au village de Lesquivit, le « Chasteau du roy Conmeur », allusion probable à Conomor, roi de Domnonée, qui vivait au VIe siècle.
Une motte féodale de forme rectangulaire, longue de 60 mètres et large de 30 mètres, entourée d'une douve de 3 mètres de largeur, se trouve dans l'angle nord-est du bois du Roual ; quelques traces de substruction se trouvent à l'intérieur dont un puits.

#### Les principales familles seigneuriales et les principaux manoirs

##### La famille du Louët, le manoir de Pennarun et la famille Toutenoutre
La famille duLouët, seigneur de Liorzinic à Plougastel-Daoulas et de Keranc'hoat en Loperhet, etc., était aussi seigneur du Plessix et de Lesquivit en Dirinon. L'actuel château de Lesquivit, qui date du XVIIIe siècle a été construit par des membres de la famille du Louët à l'emplacement de l'ancienne enceinte médiévale « Castel ar Roue », édifiée par la même famille du Louët.
En 1585, le manoir de Pennarun (Penn a Run signifie en breton : "à l'extrémité de la colline") passe par alliance aux Toutenoutre, par le mariage de Jérôme de Toutenoutre avec Gilette Le Louët. La Chambre des comptes de Bretagne possède des archives concernant un certain « Olivier de Toutenoutre, écuyer, seigneur de Penanrun et autres lieux » et les Archives du Finistère conservent un acte du 22 septembre 1718 concernant une dame Marie de Keroudant, veuve douairière de Louis Toutenoutre, seigneur de Penanrun, et autres lieux, demeurant en son manoir de Penanrun, paroisse de Dirinon. Les
armes des seigneurs de Toutenoutre (d'argent à trois hures de saumon coupées d'azur) se trouvent sur le calvaire situé dans l'enclos paroissial de Dirinon.
Ce manoir possédait une chapelle : par exemple le 28 août 1746 y est célébré le mariage de François-Louis Gouin de Clapiseau, conseiller du roi,
commissaire de Marine, fils de François-René et de Anne-Charlotte de Toutenoutre, avec Marie-Véronique de Penfentenyo, fille de Mathieu et de Marie-Elène Corgerat de Beaumont.
Pour des renseignements plus détaillés sur la famille du Louët, voir :

##### La famille de Kerguern
Selon Pol Potier de Courcy, la famille de Kerguern (ou de Kerguer-Mendu), ramage de Clunécan, était seigneur du dit-lieu en la paroisse de Dirinon, ainsi que de Kernizi (en Plougastel-Daoulas) et de Lanvaon (en Plouguerneau ?). Cette famille, reconnue d'ancienne extraction noble en 1670 depuis au moins huit générations, est attestée aux montres et réformations de 1426 à 1562 pour la paroisse de Dirinon. Son blason est de sable a trois aigrettes huppées d'argent (comme Clécunan); aliàs : brisé d'une étoile de même en chef, pour la branche de Kernizi. Sa devise est : Utinam. Parmi ses membres connus :
- Mathieu de Kerguern, seigneur de Kerguern, vivant en 1426, épouse Constance de Kergoët ;
- Jean de Kerguern, seigneur de Kernizi, vivant en 1426, épouse Alice Buzic ;
  - Leur fils, Hervé de Kerguern, marié à Isabelle de Kerret de la maison du Fresque.
  - Un autre fils, Louis de Kerguern, est abbé de Landévennec (décédé en juin 1534)[37].

Deux hameaux nommés l'un Kervern-Tréanna, et l'autre Kervern-Mindu, situés sur la rive nord de la rivière de Daoulas à quelques centaines de mètres l'un de l'autre, dans une zone humide qui justifie ce nom de Kervern, existent encore aujourd'hui dans la commune de Dirinon :
- Kervern-Mindu habité par des membres de la famille de Kerguern au moins jusqu'en 1732 (Olivier de Kerguern jusqu'en 1673, puis son fils Guillaume de Kerguern qui décède en 1732) avant de passer aux mains de Charles du Boisguehenneuc ;
- Kervern-Tréanna passe aux mains de la famille Tréanna dès le XIVe siècle à la suite du mariage d'une héritière de Kerguern avec un de Tréanna. Guyaumarch de Tréanna, seigneur de Kervern, sénéchal de Daoulas y vit en 1529 et ce manoir resta la résidence des sénéchaux de Daoulas, jusqu'à la fin du XVIIe siècle[38]. Les seigneurs de Kervern-Tréanna avait leurs blasons sur une verrière dans l'église abbatiale de Daoulas (écartelé d'argent à la grande macle d'azur [Tréanna] et d'azur aux trois tourteaux d'argent [Kervern]) et ceux de ses alliances[39].

##### La famille et le manoir du Rouazle (Roual)
La famille du Rouazle (ou Roual) était seigneur dudit lieu, le manoir du Roual, en la paroisse de Dirinon et de Penancoët en la paroisse de Sizun. Cette famille était présente aux réformations et montres de 1448 à 1503, pour les paroisses de Dirinon et de Saint-Houardon (Landerneau). Son blason est "D'or à trois merlettes de sable" et sa devise : Sel pétra ri ("Prends garde à ce que tu feras").
Parmi les membres de cette famille connus :
- Eudes du Rouazle, accompagné de 10 hommes en armes, est croisé en 1248 lors de la septième croisade.
- Jean du Rouazle, receveur du vicomte de Léon en 1373.

Fondu en 1505 dans Coëtnempren (par mariage de l'héritière avec un Coëtnempren), la terre du Rouazle a appartenu par la suite aux familles Keraldanet, Acigné et Pantin.
Au XVIIIe siècle, le manoir du Roual est habité par Vincent Rochcongar, paysan-marchand toilier le plus fortuné de la paroisse.

##### La famille Huon (seigneurie de Kerliezec)
La famille Huon possédait la seigneurie de Kerahélan en Plougastel-Daoulas et celle de Kerliézec en Dirinon. Cette famille est présente aux réformations et montres de 1426 à 1562, pour la paroisse de Dirinon.
En 1805 est signalée l'existence d'une chapelle à Kerliezec, placée sous le patronage de Notre-Dame de l'Assomption (disparue depuis).

##### Le manoir de Lézuzan
Un manoir dit de Lézuzan se trouvait près du moulin de Lézuzan : il n'en reste que quelques ruines. Le 26 septembre 1724, un marché est conclu pour la réalisation par un sieur Fenestre de Quimper d'un retable du Saint-Sacrement pour la chapelle de Lézuzan (située dans l'église paroissiale) et l'achat de six chandeliers d'argent. Ce retable fait l'objet d'un autre marché le 16 mars 1738 pour le dorer à l'huile : « mettra premièrement neuf couches de blanc luisant fond albâtre, puis six de celles qu'on met pour recevoir l'or, et toutes les sculptures seront dorées à fond et tout le reste en blanc ».

##### Les autres seigneuries et manoirs
Le manoir de Kersulec (trève de Saint-Urbain) était habité par la famille Gilard (Gillard), famille qui a fourni plusieurs procureurs du Roi et prévôts de la marine.
Cette trêve de Saint-Urbain possédait d'autres seigneuries, celle de Beuzidou par exemple, ou encore celle de Kerdaoulas, dont les seigneurs possédaient un enfeu dans l'église paroissiale de Dirinon.
Une seigneurie de Lanviliau (qui fait référence à saint Miliau) existait aussi à Dirinon, habitée par exemple en 1579 par Jacques de Tréanna.
Seigneurie de Quillien
Mathurin Le Forestier de Quillien, né à Landerneau en 1644 et décédé en 1727 fut seigneur de Quillien en Dirinon et de Kérisit, paroisse de Daoulas.

#### Unmystèrebreton duMoyen Âge: laVie de sainte Nonne
La Vie de Sainte Nonne (Buhez santez Nonn hac ez map deuy) est l'un des rares monuments de la littérature ancienne en langue bretonne. C'est un manuscrit sur papier de la fin du XIVe siècle ou du début du XVe siècle découvert à Dirinon en 1834 par l'abbé Marzin, secrétaire de l'évêque de Quimper, et publié en 1837 par l'abbé Sionnet, accompagné d'une traduction par Legonidec. Mais le texte du mystère a été composé en langue bretonne antérieurement au XIIe siècle.
Le poème, sous forme de drame et précédé d'un prologue, raconte la vie de sainte Nonne, les miracles qui s'opérèrent sur son tombeau, l'épiscopat et la mort de saint Divy, et évoque d'autres personnages comme Ambroise Merlin, saint Patrice et saint Gildas. L'auteur, anonyme, a commis des anachronismes, plaçant le récit en pleins société féodale du XIIe siècle alors que sainte Nonne a vécu à la fin du Ve siècle et au début du VIe siècle.

#### Julien Maunoir à Dirinon
Julien Maunoir, célèbre prédicateur, prêcha une Mission à Dirinon en 1644 et une autre en 1660: « Il prit, outre son compagnon, neuf prêtres séculiers, qui voulurent bien se donner à lui, pour travailler ensemble à la vigne du Seigneur. Avec ce renfort, on entendit à Dirinon plus de 8000 confessions générales, la plupart très nécessaires, et cette Mission, au sentiment du Père Maunoir, fut une de celles qui ont procuré plus de gloire à Dieu et plus d'avantages aux hommes ».
Pendant la Mission de juin 1644 se produisirent les faits suivants :

« À côté de l'action divine sur les âmes, s'exerça l'influence diabolique pour les empêcher de profiter des avantages de la mission, dit le Père Maunoir. Le démon apparut à un jeune pâtre sous la forme d'un chien, vomissant des flammes, el lui défendit, sous peine de mort, d'aller à la mission, ni à la procession, lui enjoignant de se débarrasser de son rosaire; et en méme temps, il se déclara son maître, venant l'instruire dans les champs deux fois par jour, lui enseignant comment il devait renoncer à la foi du Christ, et quel était le culte qu'on devait rendre au démon. Ce malheureux jeune homme n'écouta que trop un tel maître et renonça à ses prières habituelles et à l'audition des catéchismes et des prédications. Pour le récompenser, ce maître d'iniquité lui promet toutes sortes de plaisirs, et le pouvoir d'opérer des choses merveilleuses, spécialement d'offenser ou même de tuer les hommes ou les bêtes pour se venger d'injures reçues ; c'est ainsi que ce jeune homme fut poussé à tuer sa mère et le Père directeur de la mission. Ce malheureux vécut dans ce triste état d'âme depuis la Saint-Jean, 24 juin, jusqu'au 7 octobre, qu'il plut à Dieu d'avoir pitié de ce pauvre égaré. Comme il dormait, il lui sembla voir une colombe qui lui dit par trois fois : « Réveille-toi, cours à Irvillac et confesse tes péchés au directeur de la mission et, si tu m'obéis, tu me reverras ». Le jeune homme, réveillé, se sent tout changé et vient se confesser au Père Maunoir. »

Une croix en bois commémorative des Missions du Père Maunoir était présente dans l'église paroissiale au début du XXe siècle :

« Au bas de l'église, contre le mur du clocher, est suspendue la croix en bois commémorative de la Mission donnée par le Vénérable Père Maunoir. Cette croix, à l'apparence massive, haute de 2 à 3 mètres, est creuse et sans Christ. Elle était portée généralement par un prêtre, dans les processions qui clôturaient les missions, et où étaient représentés en tableaux vivants les principaux mystères et notamment celui de la Passion du Sauveur. »

### LesXVIIeetXVIIIesiècles
Le 21 février 1675, une rebénédiction du cimetière de Dirinon est organisée par le prieur recteur de Loperhet, à la demande du recteur de Dirinon « devenu pollué par l'effusion violente de sang répandu par quelques mauvais garnements et gents de néant ». On n'en sait pas plus sur cette affaire.
En 1712, l'église paroissiale est en grande partie reconstruite : « le sanctuaire aura 18 pieds de longueur, autant de largeur, autant de hauteur. Les chapelles de croasade [croisée] seront avancées dehors de 20 pieds 1/2 avec 18 pieds de largeur. La fenêtre de la chapelle de Lezuzan, au levant, sera augmentée d'un pied 1/2. La sacristie aura 18 pieds de longueur sur 10 de largeur, la muraille sera faite en pierre de taille de la chapelle de Lezuzan à celle de la Trinité ». Le duc de Rohan réclame ses armes au plus haut de la grande vitre ; les paroissiens acceptent en renâclant « à ses péril et fortune ». Le 19 juin 1712, le fabricien Jean Orcil se plaint que nonobstant qu'il ait assigné « par trois ou quatre fois des charrettes pour charroyer les pierres qui sont en la grève de Daoulas, il n'est venu que deux charrettes. Or les artisans qui doivent venir pour tailler les pierres demanderont des indemnités s'ils ne peuvent travailler ; en conséquence on nomme dans les cordellées (ou sections) de Didreachoat, du haut, du milieu et du bas de la paroisse des personnes qui feront le rôle des charrettes qui devront faire le charroi en marquant le jour où elles doivent charroyer afin de savoir les défaillants et les rappeler à l'ordre ».
En 1759, une ordonnance de Louis XV ordonne à la paroisse de Dirnion [Dirinon] de fournir 44 hommes et de payer 288 livres pour « la dépense annuelle de la garde-côte de Bretagne ».
Au mois de septembre 1774, le tonnerre tomba sur le clocher de l'église paroissiale, en renversa l'extrémité, endommagea la toiture de l'église, brisa plusieurs vitres et brûla la dorure du retable des Trépassés. Le 16 octobre suivant, l'on décida de descendre de dix pieds la flèche, et de la reconstruire « de manière qu'elle ait de 40 à 45 pieds de hauteur à partir de la plate-forme. Cette restauration fut faite sans tenir compte de l'inclinaison donnée par les lignes de la pyramide, ce qui produit une déviation désagréable à l'œil. L'ancienne pierre formant pinacle sert actuellement de piscine près des fonts baptismaux ».
Jean-Baptiste Ogée écrit en 1780 à propos de Dirinon : « À 10 lieues au nord-nord-ouest. de Quimper, son évêché et son ressort; à 42 lieues de Rennes, et à 1 lieue 1/3 de Landernau, sa subdélégation. Cette paroisse, dont la cure est à l'alternative (et à portion congrue), compte 1600 communiants, y compris ceux de Saint-Urbin (Saint-Urbain) et de Saint-Trevarn, ses trèves. Son territoire, coupé de plusieurs vallons, renferme des terres labourables assez fertiles en grains et pâturages, beaucoup de landes, et un bois taillis d'environ une lieue de circuit. Ses maisons nobles sont : les manoirs de l'Esquivi [Lezquivit], Lez-Urzan [Lezuzan], Penanru, le Plessis-Coët-Junval, Kerhervé, Kervern-Lanvillieau et le château de Kerdola (Kerdzoulas) ».

### Révolution française
La paroisse de Dirinon et sa trève de Trévarn, qui comprenaient alors 25 feux, élurent deux délégués, François Le Guen et Henry Roux, pour les représenter à l'assemblée du tiers-état de la sénéchaussée de Quimper au printemps 1789.
Dans le cahier de doléances qu'ils ont rédigé à la veille de la Révolution française, les paroissiens de Dirinon se plaignent des charrois militaires auxquels ils sont astreints et de l'attitude des troupes à leur égard : « Que souvent ils sont dans le cas d'aller à Morlaix et à bien d'autres pour le charoi des troupes, bagages, etc., villes distantes de dix lieux du bas de la paroisse. Et la moitié du temps la charge passe un grand tier au-delà du to de l'ordonnance de sorte que les voitures se trouvent ordinairement rompu, et si on s'en plaindrait, on ai toujours maltraité, même dans un voyage on avait tué des chevaux. ». Ils demandent également : « Qu'on ait à nommer quatre des délibérants les plus élevés pour estimer dommages faits par les bestiaux et autres plaintes de dégradation, laquelle justice sera faite sous huit jours ».
François Le Guen et Henry Roux sont les deux délégués représentant les 25 feux de Dirinon et sa trève de Trévarn lors de l'élection des députés du tiers-état de la sénéchaussée de Quimper pour les États généraux de 1789.
Ange-Christophe Le Gac de Quistillic, curé de Dirinon de 1773 à 1792, refusa de prêter le serment de fidélité à la Constitution civile du clergé en mai 1792 et dut se réfugier à Plounéventer dont il était originaire ; son vicaire M. Cudennec, aussi prêtre réfractaire, se cacha au château de Lesquivit. Ce curé revint toutefois brièvement exercer ses fonctions à Dirinon entre novembre 1794 et février 1795, date à laquelle il fut frappé par la paralysie.
Un instituteur ambulant de Dirinon fut soupçonné d'avoir répandu l'alarme dans plusieurs villages de Dirinon pendant l'insurrection du Léon en mars 1793 :

« A amené Claude Cloarec, dit Pastoric, maître d'école au bourg de Dirinon ; il a déclaré faire des écoles ambulantes, allant de maison en maison, qu'il a 42 écoliers de huit à quinze ans, il leur apprend à lire et le catéchisme, que plusieurs de ses écoliers vont en outre au catéchisme du vicaire constitutionnel, qu'il connaît Paul, grenadier de la marine qui travaillait comme maçon à Losquivit et que lui alors était manœuvre, qu'il a vu ce grenadier dans les jours gras (jours précédant le carême) à la danse dans l'aire du vicaire, que Paul lui demanda ce qu'il était à présent ; il répondit qu'il pensait comme auparavant, que quand les écoliers lui demandaient s'ils pouvaient aller à la messe, il leur répondait qu'ils y allassent s'ils le voulaient ; a déclaré enfin qu'il cesseait ses écoles et tâcherait de gagner sa vie d'une autre manière. »

L'église Sainte-Nonne fut "visitée" par les Révolutionnaires, le manoir de Pennarun, qui datait du XVIe siècle et était la propriété de la famille Toutenoutre, fut alors saccagé.

### LeXIXesiècle

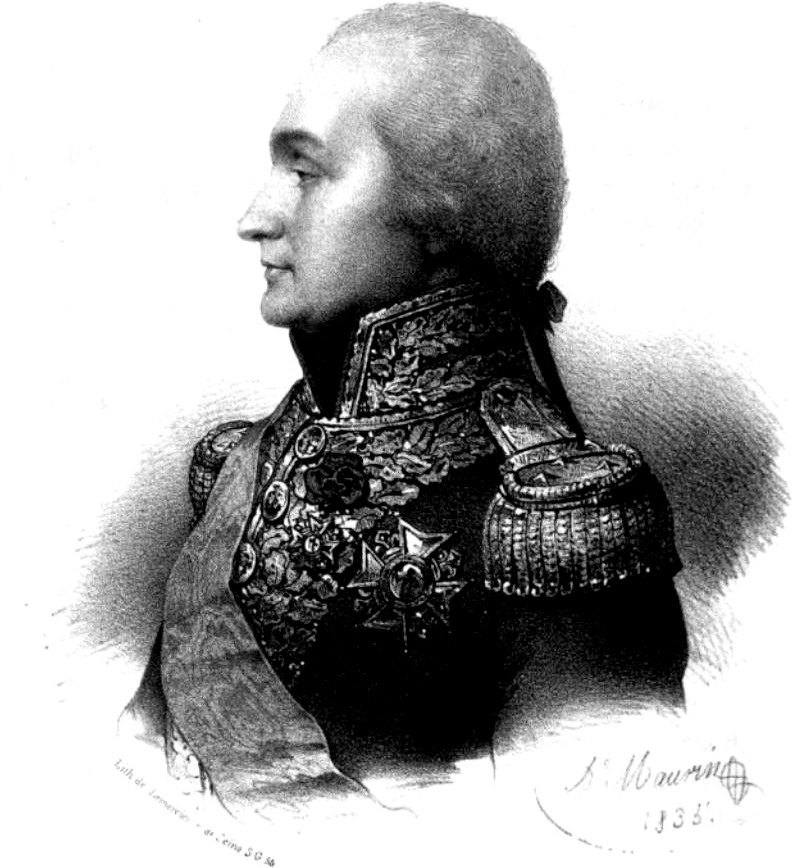
Le vicomte de Bernard de Marigny.

Le vice-amiral de Bernard de Marigny, né le 1er février 1740 à Sées, décédé le 25 juillet 1816 à Brest, préfet maritime de Brest, marié avec Alexandrine-Gabrielle de Coëtnempren de Kersaint, habitait sous l'Empire le manoir de Lesquivit et fut maire de Dirinon entre 1808 et 1813. Il était propriaitaire des fermes a Lannuzel. Grâce sa générosité il sauva la chapelle de Saint Divy de la démolition. En 1805, il réclame des reliques pour satisfaire les paroissiens de Dirinon :

« Je vis hier M. de Marigny. Il est bien édifiant et zélé surtout pour sa paroisse de Dirinon, où est située sa terre. Il voudrait obtenir pour cette église quelques reliques pendant que le Saint-Père est encore à Paris. Ils en avaient autrefois, avant la Révolution, pour lesquelles le peuple de cette paroisse et circonvoisines avaient une grande vénération. Elles existent encore ; mais dans le bouleversement de ces temps malheureux, elles ont souffert au point que l'authentique est un peu vicié, selon que m'en a écrit M. Cudennec, recteur. »

A. Marteville et P. Varin, qui complètent en 1843 le "Dictionnaire de Bretagne" de Jean-Baptiste Ogée, précisent que pour une superficie totale de 3302 hectares, la commune possède alors 1 097 ha de terres labourables, 171 ha de prés et pâturages, 30 ha de vergers et jardins, 11 ha de canaux et étangs, 1 430 ha de terrains incultes. La commune possédait alors 414 ha de bois dont Coat an Abbat ("Bois de l'Abbé", dénommé ainsi car il appartenait à l'abbaye de Daoulas) et le bois du Rouazle, proche du manoir éponyme. La commune possédait alors 9 moulins (dont ceux de Kerliézec, de Poulguyon, du Rouazle, de Lezquivit, de Lésuzan). Les principaux hameaux (villages) étaient alors Bodron, Kerlaouénan, Lannuzel, Poulercadec, Kerloussouarn, Kerbringales, Lezquivit, Kervern et Kermadan.

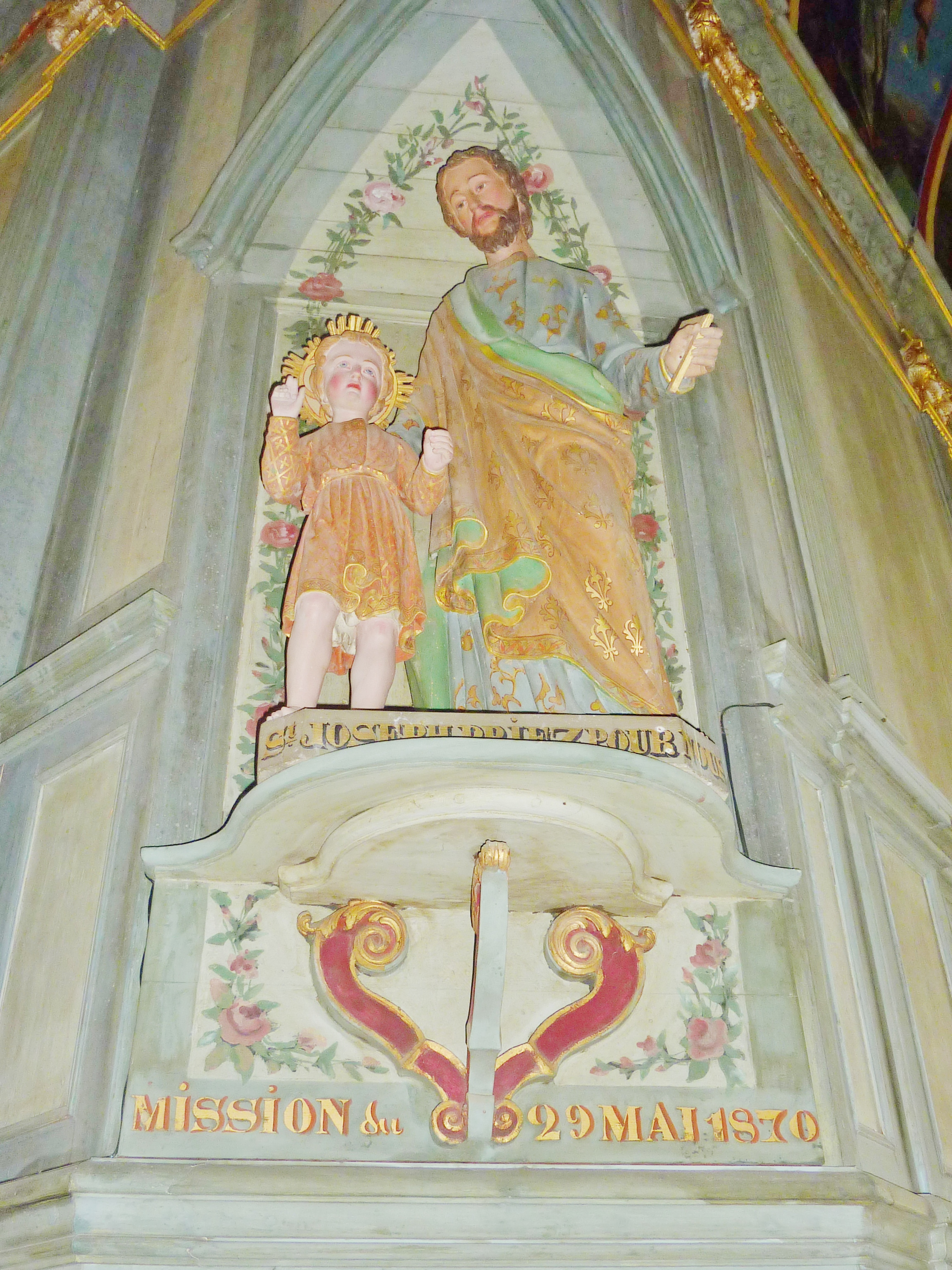
Dirinon : église Sainte-Nonne, groupe statuaire commémorant la Mission paroissiale du 29 mai 1870.

Dirinon est épargné par les épidémies de choléra qui ont sévi à plusieurs reprises dans le courant du XIXe siècle dans de nombreuses communes du Finistère, seule l'épidémie de 1865-1866 fait une victime dans la commune.
En 1868, le conseil général du Finistère vote une subvention de 2 000 francs pour la reconstruction du presbytère de Dirinon et en 1880 une subvention de 300 francs pour la réparation de la "maison d'école".
Une mission se déroule à Dirinon en mai 1870 ; un groupe statuaire dans l'église Sainte-Nonne commémore l'événement (deux autres missions ont eu lieu depuis, l'une en 1909, l'autre en 1957).
En 1872, M. du Laz, agriculteur à Pennarun en Dirinon, obtient la deuxième prime d'assolement de l'arrondissement de Brest en raison de « sa pratique d'un assolement alterné de 7 ans » ; en 1873, il est le seul agriculteur de l'arrondissement à mériter une prime d'assolement. En 1900, c'est François-Marie Kerneis, agriculteur au Stangmeur, qui est fait chevalier du Mérite agricole en raison des nombreuses récompenses qu'il a obtenu, en 30 ans de pratique, dans de nombreux concours d'élevage.
Le 1er août 1891, un train de voyageurs parti de Brest et se dirigeant vers Quimper dérailla entre Dirinon et Daoulas. Le mécanicien fut tué et le chauffeur assez gravement blessé ; il n'y eut pas de blessés parmi les voyageurs, mais les dégâts matériels furent assez importants. Le 25 août 1893, un train de voyageurs parti de la gare de Dirinon dérailla entre les kilomètres 763 et 764 de la ligne de Savenay à Landerneau. Le tender, projeté sur la machine, fut culbuté les roues en l'air, le fourgon renversé du côté gauche, et les quatre premières voitures de voyageurs déraillèrent ; un seul voyageur fut légèrement contusionné, mais le chef de train fut grièvement blessé à la tête. La cause du déraillement resta inconnue.
Le 3 janvier 1893, un soldat en permission originaire de Landerneau, Yves-Marie Cabon, en raison du froid vif, s'amusa à faire des glissades sur l'étang du Roual à Dirinon, qui était gelé ; la glace se rompit et le soldat se noya.

### LeXXesiècle

#### Les querelles liées à la laïcité
Les mesures anticléricales prises par le gouvernement, en particulier la Loi sur les Associations de 1901 provoquent le 21 septembre 1902, l'organisation d'un grand pèlerinage des écoles libres se déroule au Folgoët ; l'abbé Hameury, curé de Dirinon, y prononce un prêche en breton dans lequel il compare les Sœurs des écoles à des « anges qui instruisent vos enfants pendant que vous êtes aux travaux des champs, et ce sont ces braves anges qu'aujourd'hui on jette dehors ». L'orateur se demande ensuite ce que vont devenir les enfants du peuple. Il dit que les pères de famille ont montré qu'ils sont prêts à défendre leur foi jusqu'à verser leur sang jusqu'à la mort. Il termine en disant d'avoir de la résignation et du courage.
En 1903, le curé de Dirinon écrit que ce serait vouer la population adulte « à bref délai à une ignorance complète en matière religieuse que de vouloir lui prêcher en une autre langue que le breton ».
La querelle des inventaires a concerné Dirinon. Le journal Le Gaulois écrit le 23 novembre 1906 : « L'inventaire de l'église de Dirinon, barricadée depuis six mois environ, a été effectué ce matin. Deux pelotons de cavaliers ont fait évacuer la foule massée au pied du tombeau de la Sainte vénérée dans la paroisse. Les ouvriers civils n'ayant pas pu enfoncer la porte, épaisse de 35 cm, on a dû recourir aux sapeurs. Pendant ce temps, les fidèles chantaient le Credo ».

#### Le pardon de Sainte-Nonne vers 1906
Pierre-François Floch, recteur (curé) de Dirinon en 1906 fait la description suivante du pardon de Sainte-Nonne :

« Le pardon a lieu le dernier dimanche d'août, et avant la grand-messe, la procession se rend du bourg à la chapelle de Saint-Divy ; elle passait autrefois par la fontaine de Sainte-Nonne et par celle de Saint-Divy, mais le mauvais état des chemins a fait abandonner cet itinéraire. On porte à cette procession, et aux autres processions traditionnelles, un très grand nombre de bannières, croix, statues, une soixantaine environ, si bien que, tous les quatre ans, chacun des paroissiens des quatre sections de la paroisse a eu l'honneur de porter l'une ou l'autre des enseignes (an armou) de l'église. »

Vers 1906 également, le cimetière de Dirinon est ainsi décrit :

« Dans le cimetière qui entoure l'église paroissiale et la chapelle de Sainte-Nonne, on remarque, plus que partout ailleurs, un nombre considérable de bénitiers de pierre pour recevoir la pluie du ciel, qui sert d'eau bénite pour asperger la tombe des parents ; un grand nombre de ces bénitiers affectent la forme des mesures de pierre servant d'étalon pour le mesurage des blés et posées autrefois dans le porche des églises. »

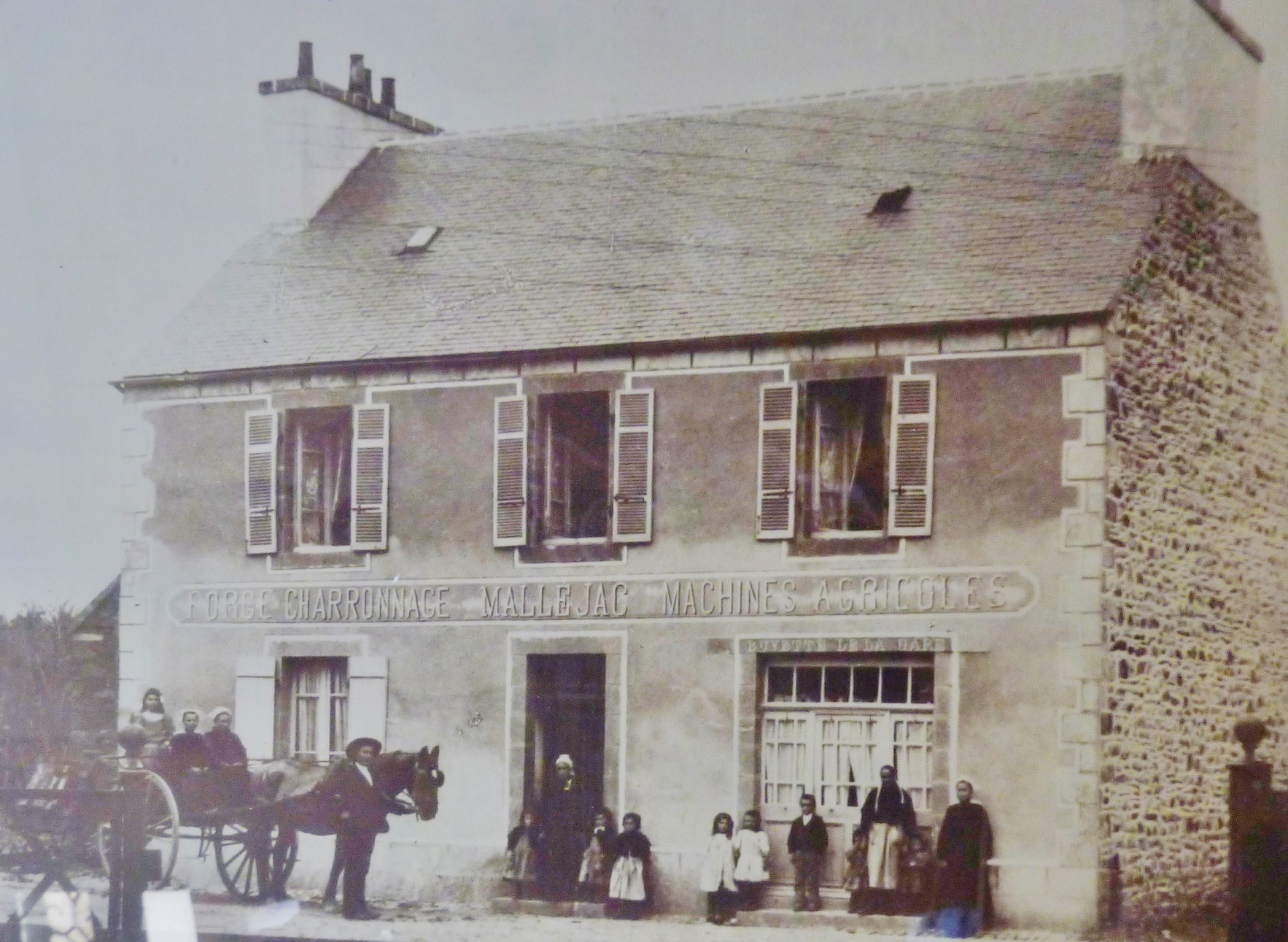
Le café-forge de la famille Malléjac vers 1910.
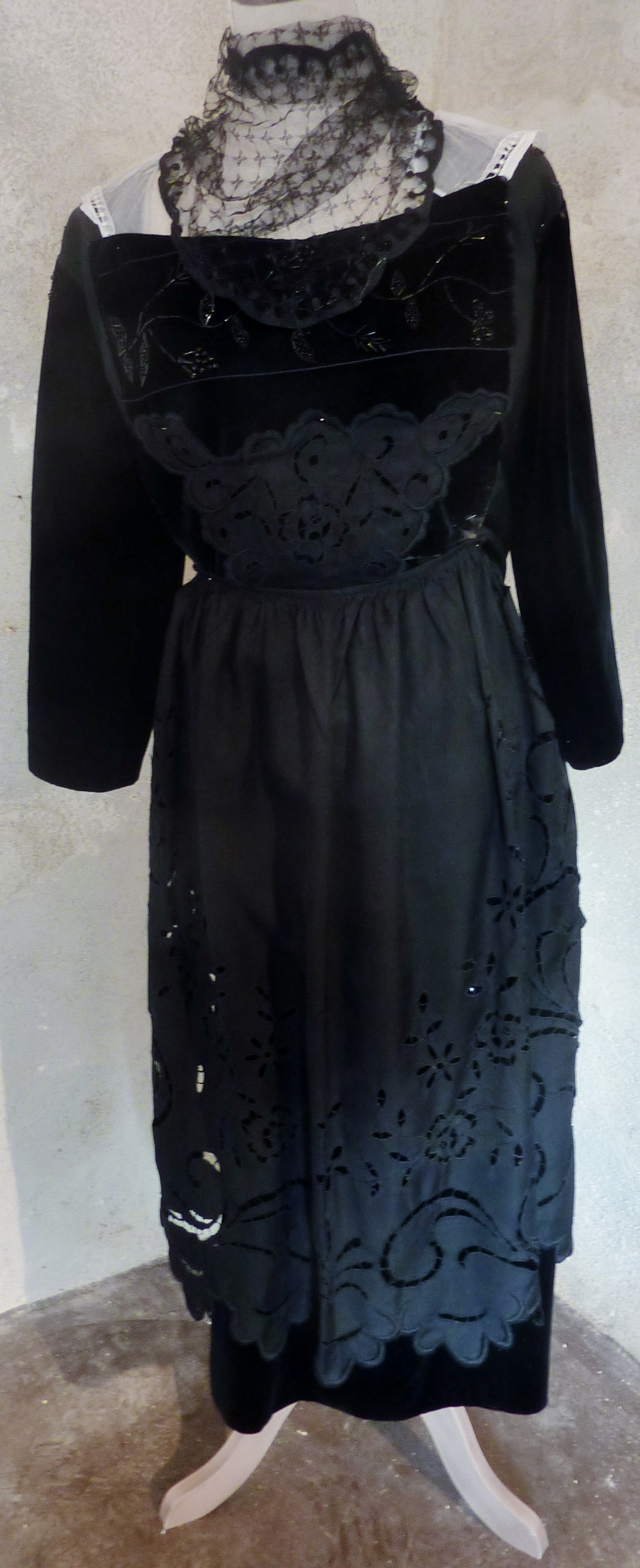
Dirinon : vêtement féminin traditionnel du début XXe siècle (Musée de Dirinon)
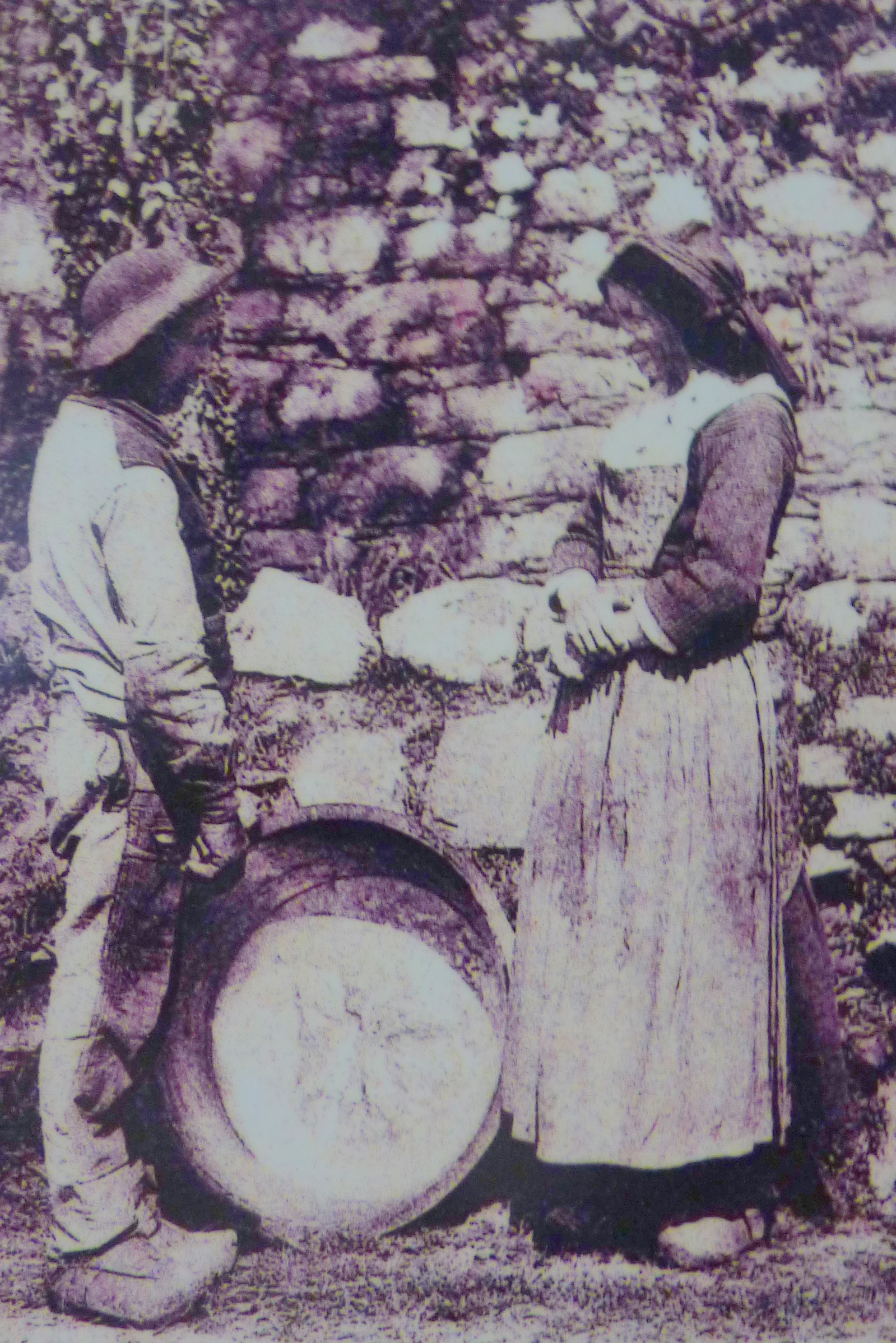
Dirinonais du début du XXe siècle (Musée de Dirinon).
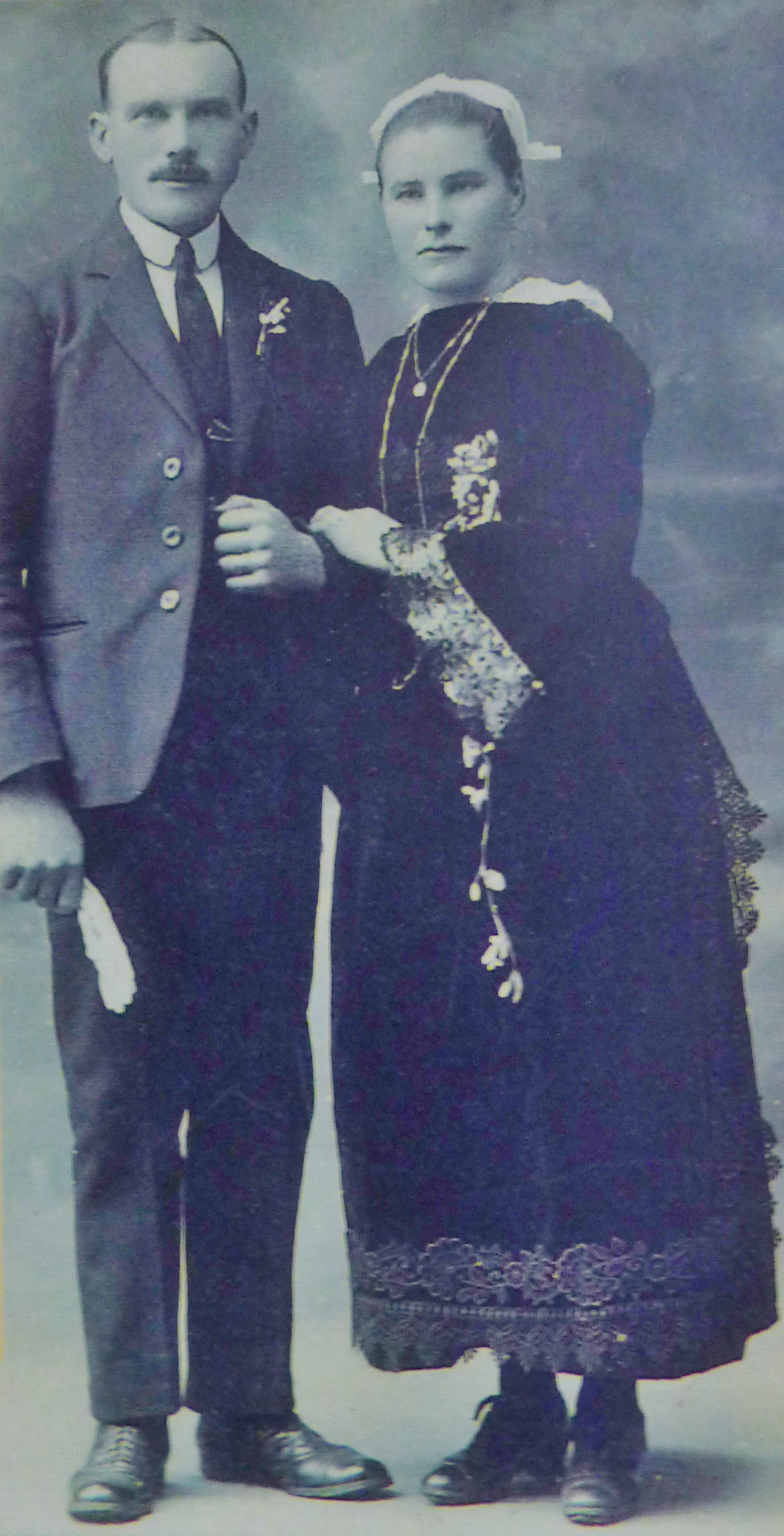
Dirinon : un couple de mariés au début du XXe siècle (Musée de Dirinon).
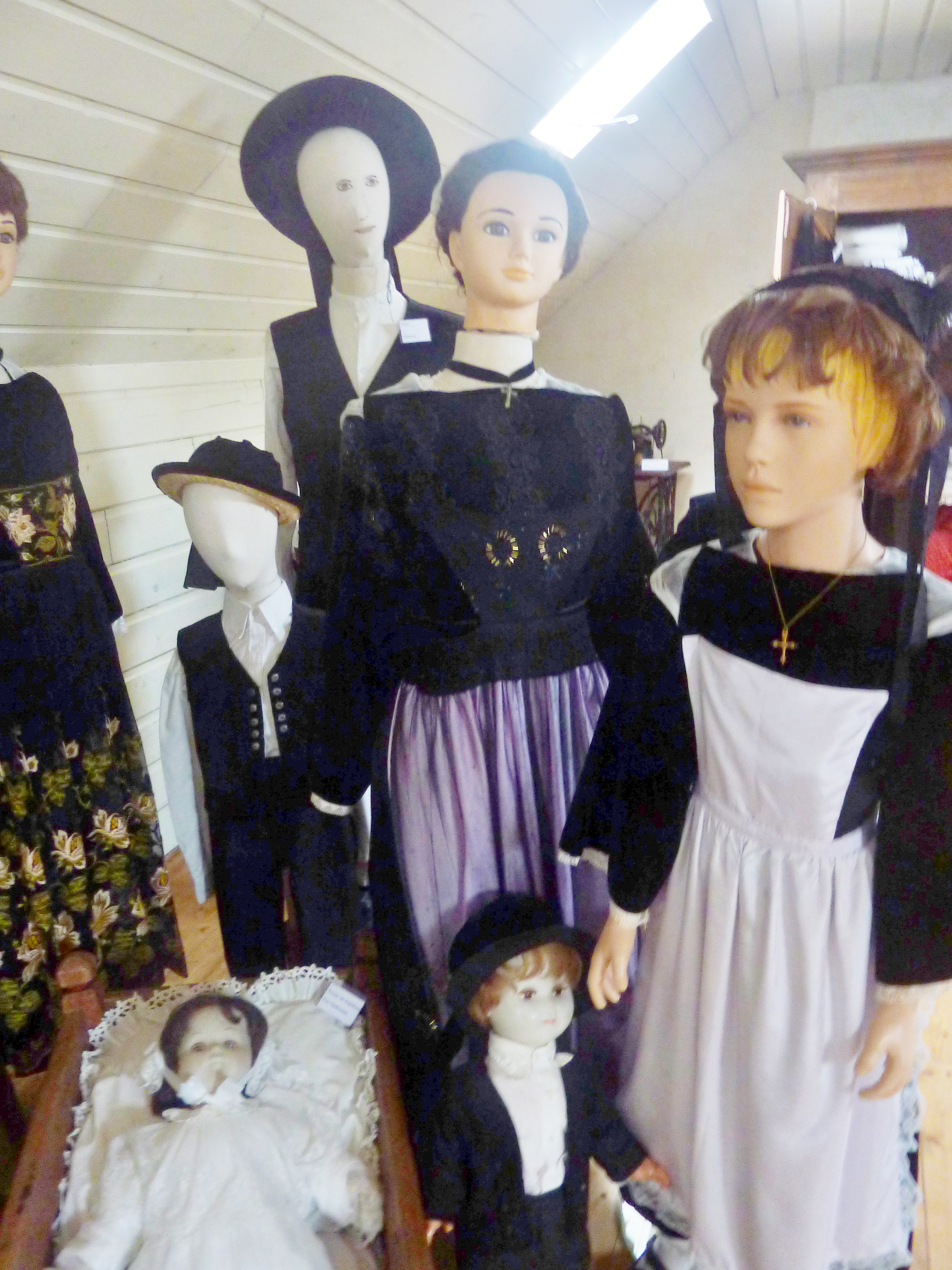
Costumes d'enfants dirinonais au début du XXe siècle (Musée de Dirinon).

#### Un fait divers sanglant à Dirinon en 1913
Dans la nuit du 23 au 24 novembre 1913, quatre des cinq personnes qui vivaient dans une ferme du hameau de Kéranroux en Dirinon furent frappées à coup de couteau (l'une décéda, Mme Muzellec) par un domestique qui se cacha d'ailleurs ensuite dans un four et ne fut retrouvé qu'après plusieurs jours de recherche. Le rapport d'un médecin expert qui examina le meurtrier fournit des précisions intéressantes, y compris sur certains aspects des conditions de vie de l'époque :

« Ce domestique de ferme, depuis neuf ans au service d'une famille de cultivateurs aisés qui étaient très contents de lui, et auxquels il était profondément attaché. Un lundi du mois de novembre 1913, étant allé, avec la permission de son patron, vendre des bœufs à la foire de Landerneau pour le compte d'un voisin, T.. s'acquitta parfaitement de sa mission ; mais, par malheur, cet homme habituellement sobre absorba dans sa journée 14 verres d'eau-de-vie, deux verres de vulnéraire, sans compter de nombreux verres de vin blanc ou de vin rouge. À dix heures du soir, il se couche, très calme en apparence ; deux heures après, il se réveille en proie à un vague sentiment d'inquiétude, se lève, prend son couteau pour couper une chique, puis, pour lui demander un renseignement concernant l'alimentation des bestiaux, s'approche du lit-clos de L.., son patron, qui, avec sa femme, sa belle-mère et sa belle-sœur, couchent dans la même pièce. Réveillé en sursaut, L.. se débat en poussant un cri d'effroi. À son tour, T.. se croyant menacé, se met à frapper de son couteau son patron, puis la femme et la belle-mère de ce dernier, venues à son secours. T.. fit ainsi dix blessures à L.., dix-sept à la femme, et sept à la belle-mère qui, plus grièvement atteinte, succombe le lendemain. Une fois dégrisé, T.. regrette amèrement son meurtre et ses tentatives de meurtre qu'il ne peut pas expliquer, de même que ses victimes. L'ivresse ne pouvant en l'espèce constituer une excuse suffisante, les conséquences de son intempérance furent désastreuses pour T.. qui fut condamné à dix ans de travaux forcés. »

#### L'entre-deux-guerres
En 1921 est créée la caisse locale de Dirinon dépendant de la caisse régionale de Bretagne des Assurances mutuelles agricoles (ancêtre de l'actuel Groupama) dont le siège est à Landerneau.
En 1929, le Milin Coz ("Vieux Moulin") de Dirinon est encore en activité, tenu alors par M. Glinec, minotier.
Le 8 février 1934, un car de la compagnie SATOS écrase et tue deux cultivateurs du village de Trébéolin en Dirinon, Élie Thépaut et Jean Le Bot, sur la route de Daoulas, à 500 m du bourg de Loperhet.
Une troupe théâtrale de Dirinon, la Strollad Dirinon, dirigée par Arthur de Dieuleveult (Arzur Breiz), joua des pièces en breton pendant l'Entre-deux-guerres : par exemple en 1935 elle se produit lors du XXVe congrès du Bleun-Brug qui se tient à Pleyben ; parmi les acteurs originaires de Dirinon, Jean-François Muzellec et Jean-Marie Daniel. Elle se produisit aussi par exemple lors du Gorsedd de 1938 qui se déroula à Châteaulin.
Paul Nizan a passé une partie de son enfance à Dirinon en raison du poste qu'occupait son père, ingénieur ferroviaire. Dans un roman à forte connotation autobiographique, Antoine Bloyé, publié en 1933, il décrit Dirinon, « le village du kilomètre sept cent cinquante-neuf » :

« Ce pays enfermé au fond de la Rade de Brest est une contrée verte et claire obscure pénétrée doucement par les estuaires que tachent des bancs de vase herbeux (...). C'est un séjour autrefois choisi par des personnages miraculeux (...) ; il dissimule sous des boqueteaux des fontaines guérisseuses et prophétiques où les filles courent lire leur avenir et l'histoire de leurs amours ; des rochers portent des empreintes de genoux gravées dans le granit par le poids des saintes en prière et les creux gravés par le corps des saints nouveau-nés pour qui le granit se faisait plume et laine. On découvre des auges de pierre qui ont flotté sur les eaux de la mer pour amener d'Irlande les apôtres de la nouvelle foi. Des chapelles poussent sous les arbres avec la grande patience des lichens jaunes et des mousses. Les fontaines, les sanctuaires émoussés, les sentiers bordés d'épine noire et de mûrier sont consacrés aux maladies enfantines : sainte Nonne, saint Divy président à la première croissance des enfants et guérissent le mal de Divy qui a pour signe une tache bleue sur le front. »

#### Les guerres duXXesiècle

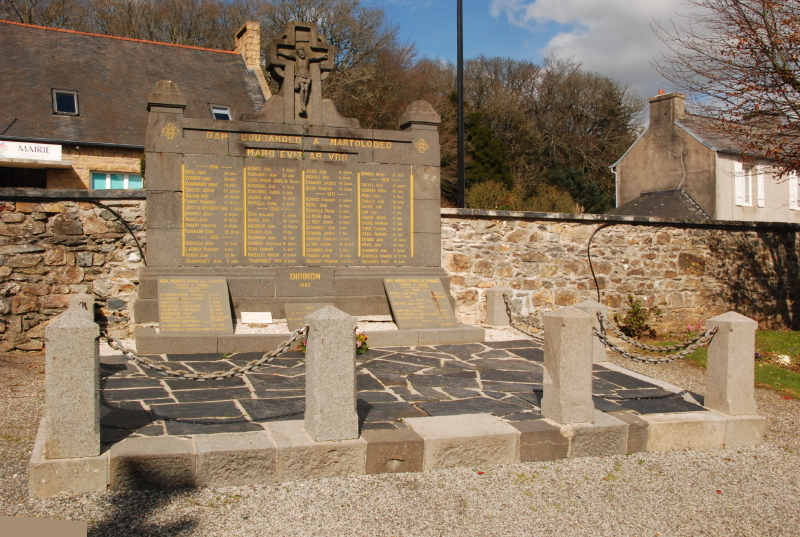
Monument aux morts de 1914-1918.

Lors d'un exercice de tir aux Salins-d'Hyères se produisit le 22 septembre 1908 un accident qui tua quatorze marins du croiseur cuirassé Latouche-Tréville ; parmi les victimes se trouvait un quartier-maître originaire de Dirinon, Jean-Pierre Goulard.
Le monument aux morts de Dirinon porte les noms de 81 habitants de la commune morts pour la France dont 64 pendant la Première Guerre mondiale et 17 pendant la Seconde Guerre mondiale ; une personne est indiquée comme décédée "hors conflit" sans autre précision.

## Politique et administration

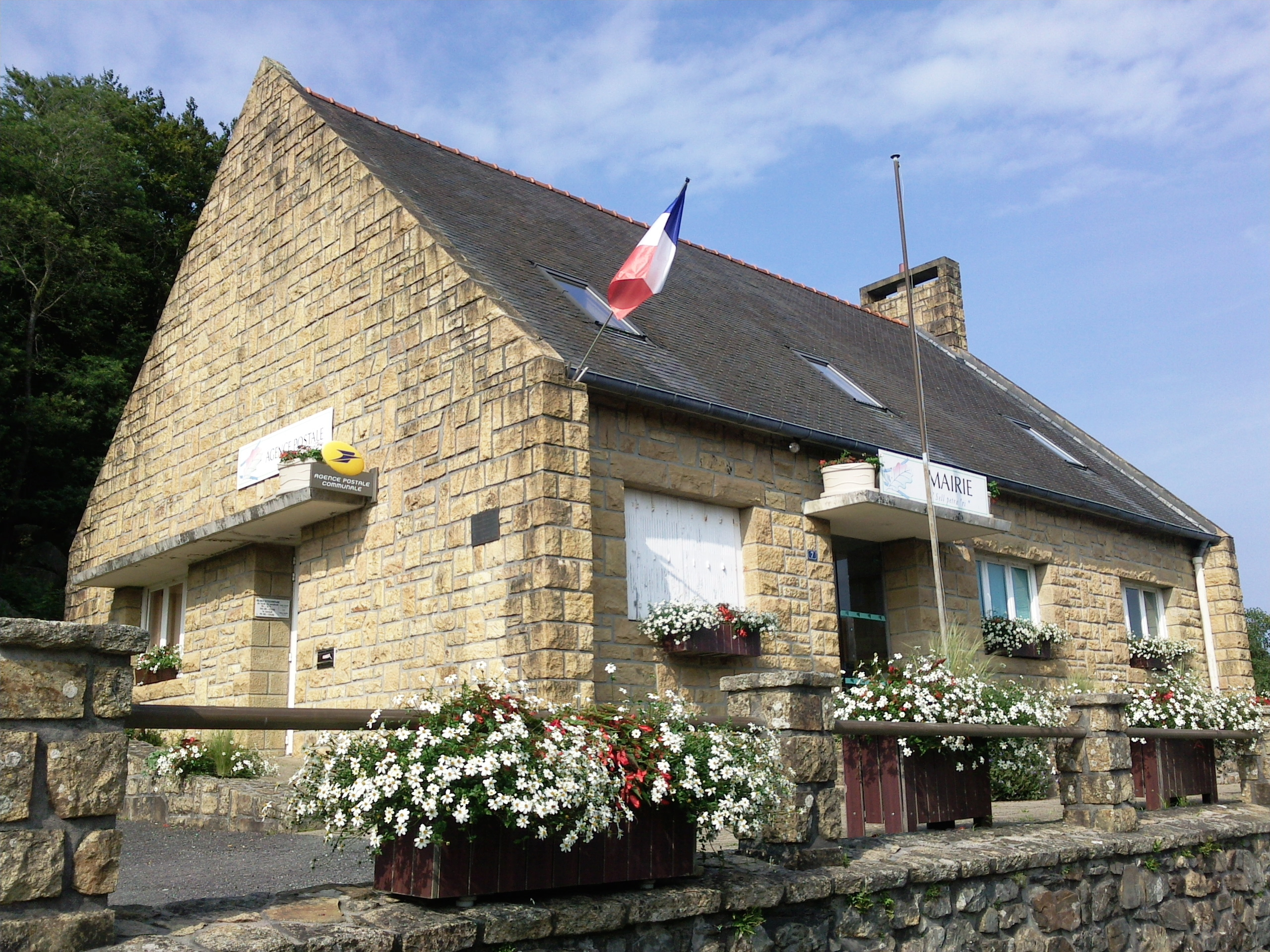
La mairie de Dirinon

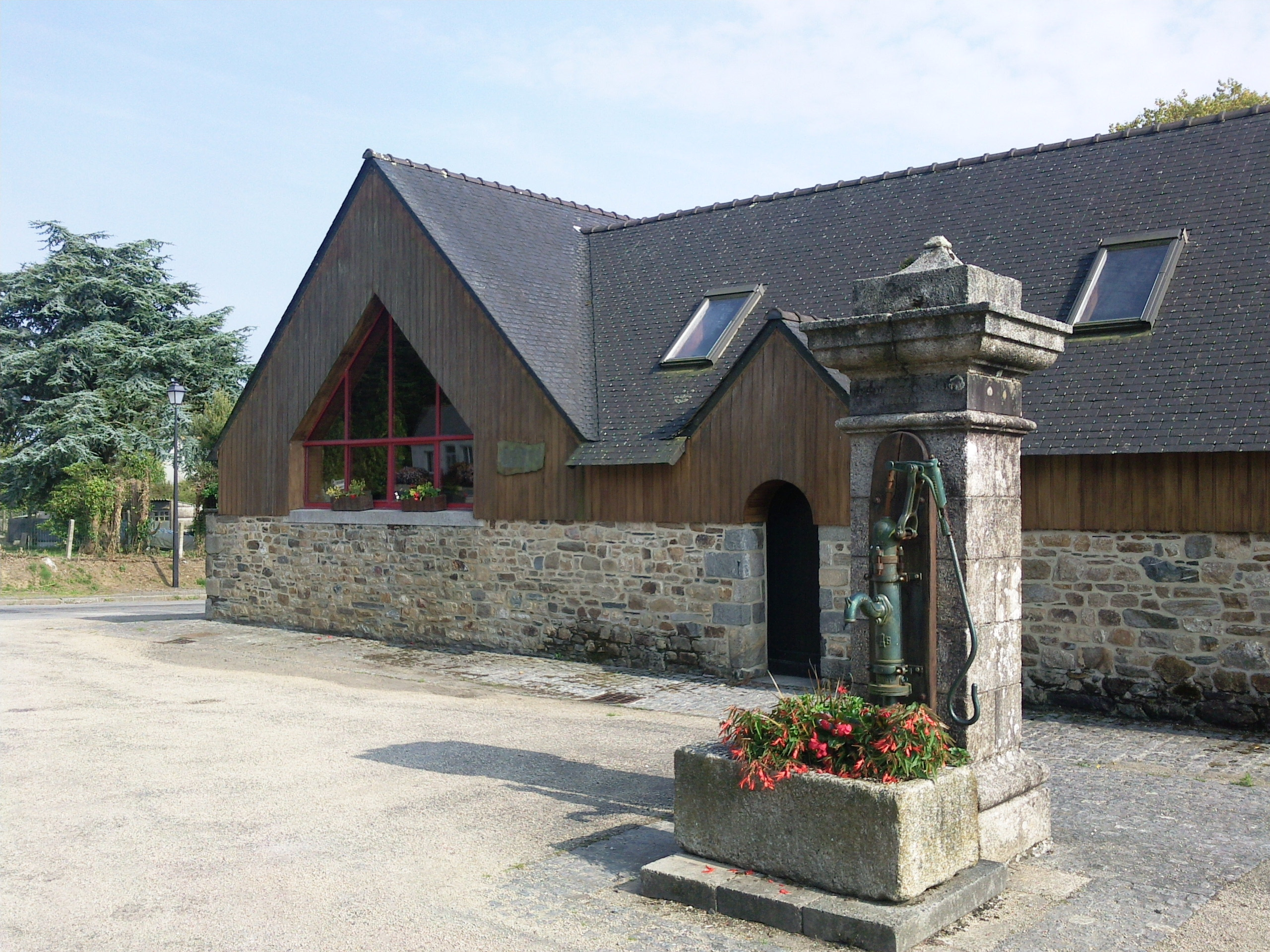
La salle communale Ty Goudor

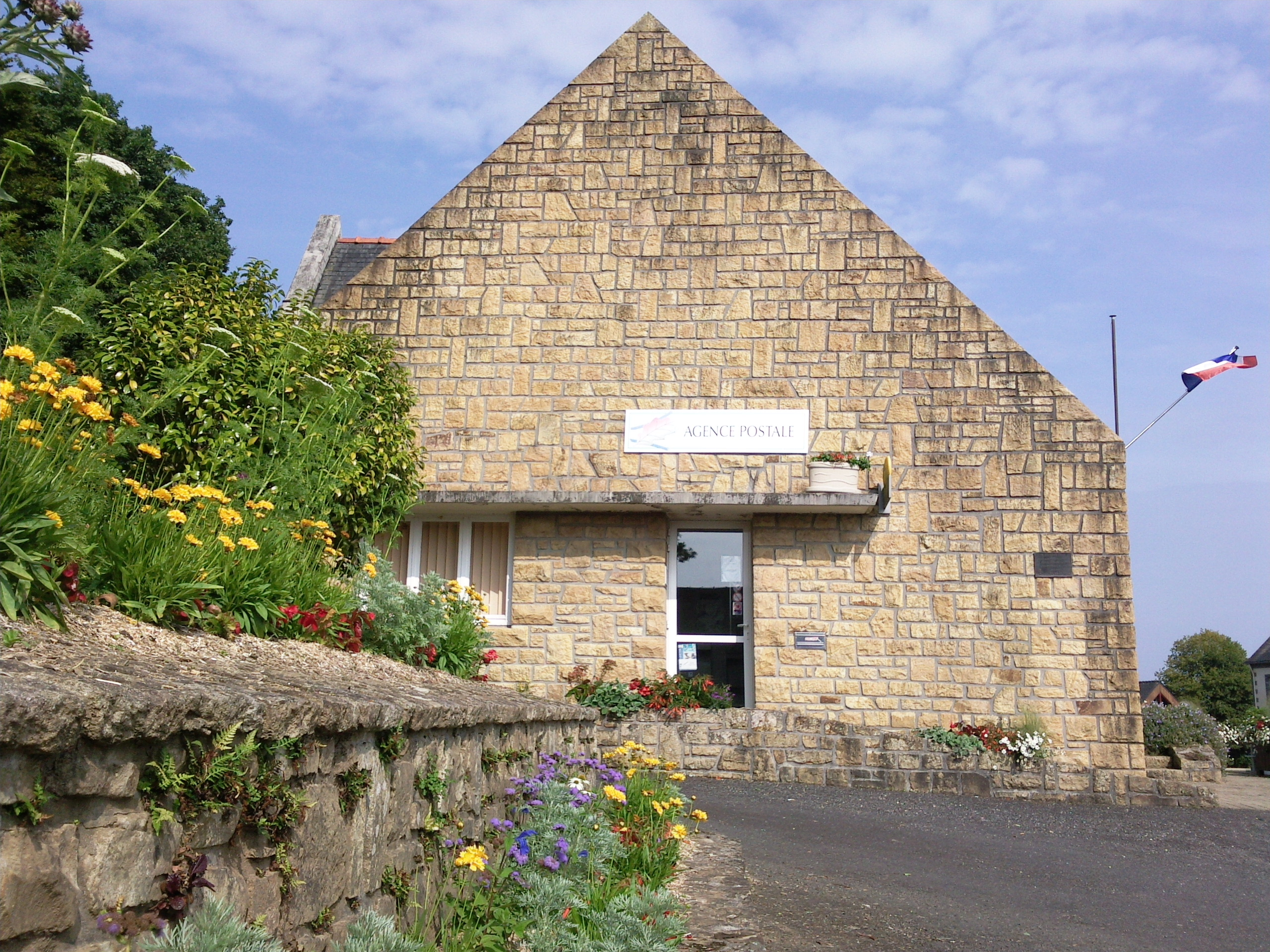
Dirinon : l'agence postale

### Le blason de Dirinon
| Blason de Dirinon | Écartelé, au premier d'or au léopard de gueules, au deuxième d'azur au chevron d'argent accompagné de trois huppes du même, au troisième d'azur aux trois annelets d'argent, au quatrième d'or aux trois merlettes de sable; sur le tout, d'argent aux lettres N et D capitales d'azur entrelacées surmontées d'une couronne de gueules accostée de deux mouchetures d'hermine de sable. |

Le blason choisi par la commune de Dirinon en 1983 est un assemblage des blasons de quatre familles nobles qui vivaient dans la paroisse aux XVe et XVIe siècles :
- Le léopard appartenait aux premiers seigneurs de Kerdaoulas (trève de Saint-Urbain) les Névet, à noter qu'ils arborent un léopard morné sur leur blason[91]
- Le chevron et les trois oiseaux de mer, dits huppes, étaient aux seigneurs de Lézuzan, les Maufuric.
- Les trois annelets appartenaient aux seigneurs de Kerguern et Kervern.
- Les trois merlettes aux seigneurs du Rouazle.

### Jumelages
- Dirinon est jumelé avec la commune de Doussard (Haute-Savoie).

## Démographie
Lors du recensement de 1886, le bourg de Dirinon n'avait qu'une population agglomérée de 67 habitants, pour une population communale totale de 1605 habitants à cette même date ; autrement dit, le bourg était tout petit.
L'évolution du nombre d'habitants est connue à travers les recensements de la population effectués dans la commune depuis 1793. Pour les communes de moins de 10 000 habitants, une enquête de recensement portant sur toute la population est réalisée tous les cinq ans, les populations de référence des années intermédiaires étant quant à elles estimées par interpolation ou extrapolation. Pour la commune, le premier recensement exhaustif entrant dans le cadre du nouveau dispositif a été réalisé en 2008.

En 2022, la commune comptait 2 195 habitants, en évolution de −4,32 % par rapport à 2016 (Finistère : +2,16 %, France hors Mayotte : +2,11 %).
| 1793  | 1800 | 1806  | 1821  | 1831  | 1836  | 1841  | 1846  | 1851  |
| ----- | ---- | ----- | ----- | ----- | ----- | ----- | ----- | ----- |
| 1 534 | 970  | 1 698 | 1 629 | 1 670 | 1 733 | 1 745 | 1 716 | 1 766 |

| 1856  | 1861  | 1866  | 1872  | 1876  | 1881  | 1886  | 1891  | 1896  |
| ----- | ----- | ----- | ----- | ----- | ----- | ----- | ----- | ----- |
| 1 650 | 1 638 | 1 711 | 1 658 | 1 656 | 1 614 | 1 605 | 1 518 | 1 504 |

| 1901  | 1906  | 1911  | 1921  | 1926  | 1931  | 1936  | 1946  | 1954  |
| ----- | ----- | ----- | ----- | ----- | ----- | ----- | ----- | ----- |
| 1 503 | 1 504 | 1 432 | 1 350 | 1 311 | 1 358 | 1 280 | 1 236 | 1 120 |

| 1962  | 1968  | 1975  | 1982  | 1990  | 1999  | 2006  | 2008  | 2013  |
| ----- | ----- | ----- | ----- | ----- | ----- | ----- | ----- | ----- |
| 1 080 | 1 010 | 1 218 | 1 799 | 2 024 | 2 342 | 2 443 | 2 467 | 2 342 |

| 2018  | 2022  | - | - | - | - | - | - | - |
| ----- | ----- | - | - | - | - | - | - | - |
| 2 228 | 2 195 | - | - | - | - | - | - | - |

Commentaire : Après être restée remarquablement stable tout au long du XIXe siècle (si l'on excepte le résultat de l'année 1800, douteux), la population augmente faiblement de 133 habitants entre 1793 et 1851, année où la population atteint son maximum du siècle avec 1 766 habitants, pour diminuer de 263 habitants pendant la seconde moitié du XIXe siècle. Les fluctuations du XXe siècle ont été bien plus importantes, Dirinon, frappé par l'exode rural, perdant 497 habitants entre 1901 et 1968, le déclin étant quasi constant pendant ces deux premiers tiers du XXe siècle. Concernée ensuite par la périurbanisation en raison de la proximité de l'agglomération brestoise, sa population a augmenté fortement, gagnant 1 457 habitants entre 1968 et 2008 (+144 % en 40 ans), l'augmentation la plus spectaculaire s'étant produite entre 1975 et 1982 (gain de 581 habitants en 8 ans, soit +48 %, ou encore +5,7 % l'an).
Cette forte augmentation démographique récente est certes due pour partie à un solde naturel positif (+0,9 % l'an entre 1999 et 2008 par exemple), mais surtout à un solde migratoire nettement positif entre 1968 et 1999, qui a culminé entre 1975 et 1982 avec +4,9 % l'an. Toutefois ce solde migratoire a été légèrement négatif entre 1999 et 2008 (−0,3 % l'an). Cette ville-dortoir a une population jeune : les 0 à 19 ans y forment en 2008 29,4 % de la population totale contre 11,1 % pour les 65 ans et plus, d'où un excédent naturel important (32 naissances pour 16 décès en 2009). La densité de population est passée de 30 habitants au km² en 1968 à 75 habitants par km² en 2008.
La périurbanisation explique le grand nombre des logements récents liés aux nombreux lotissements construits : le nombre des logements est passé de 287 en 1968 à 984 en 2008, soit une augmentation de 697 logements en 40 ans (+243 %), presque tous résidences principales (22 résidences secondaires seulement en 2008).

## Enseignement
Dirinon possède deux écoles primaires :
- L'École primaire publique Jean Rouxel (124 élèves en 2011-2012).
- L'École primaire privée Sainte-Nonne (83 élèves en 2011-2012).
- L'Institut d'Éducation Motrice de Dirinon (80 salariés) au Roual (la section d'enseignement et d'éducation spécialisée regroupe des enfants et adolescents de 6 à 16 ans ; la section de préparation à la vie sociale pour les adolescents et jeunes adultes de 16 à 20 ans ; la section de préparation à la vie sociale option professionnelle de 16 à 20 ans).

## Activités économiques

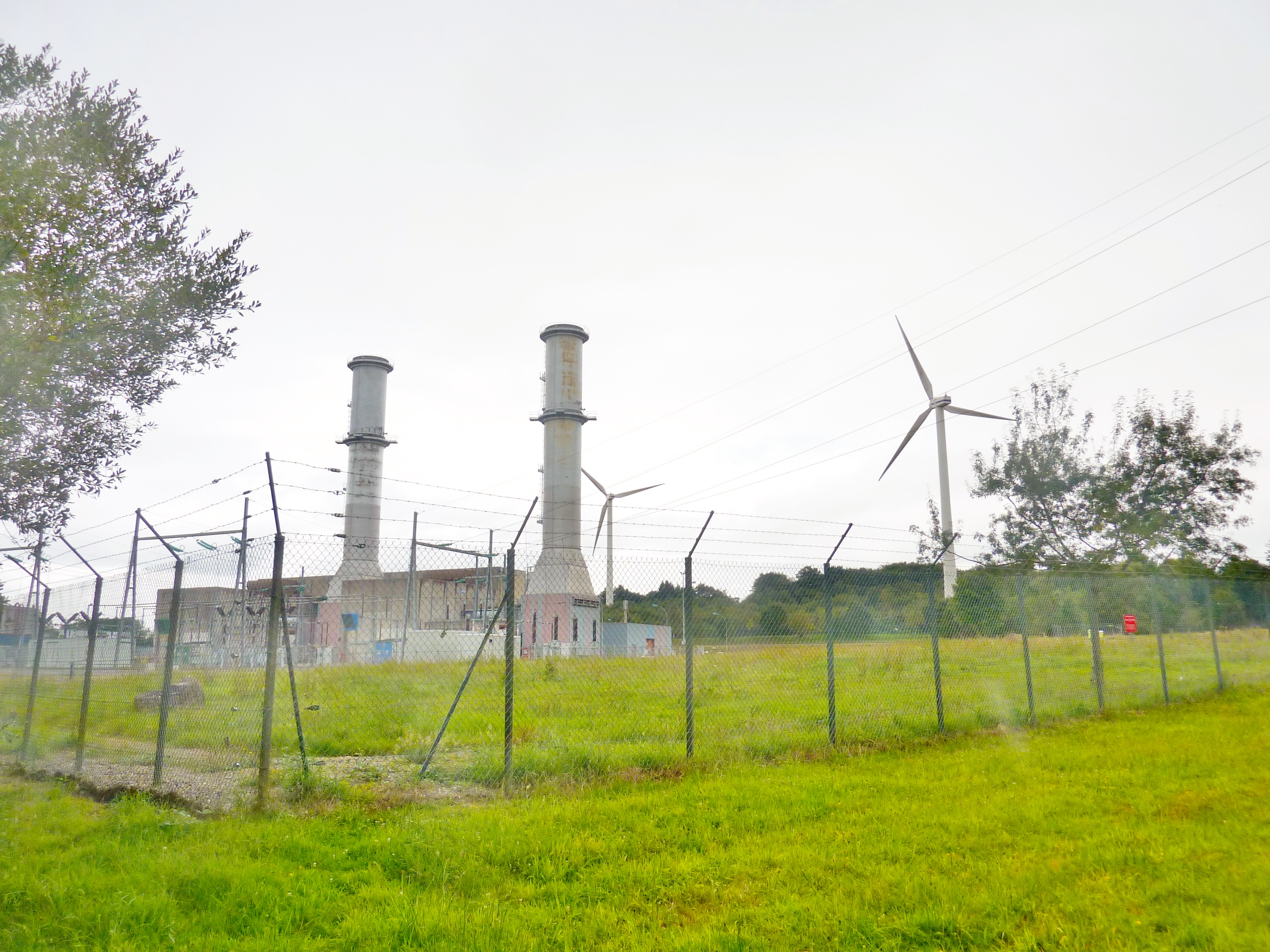
Dirinon : turbines à combustion d'EDF et éoliennes.

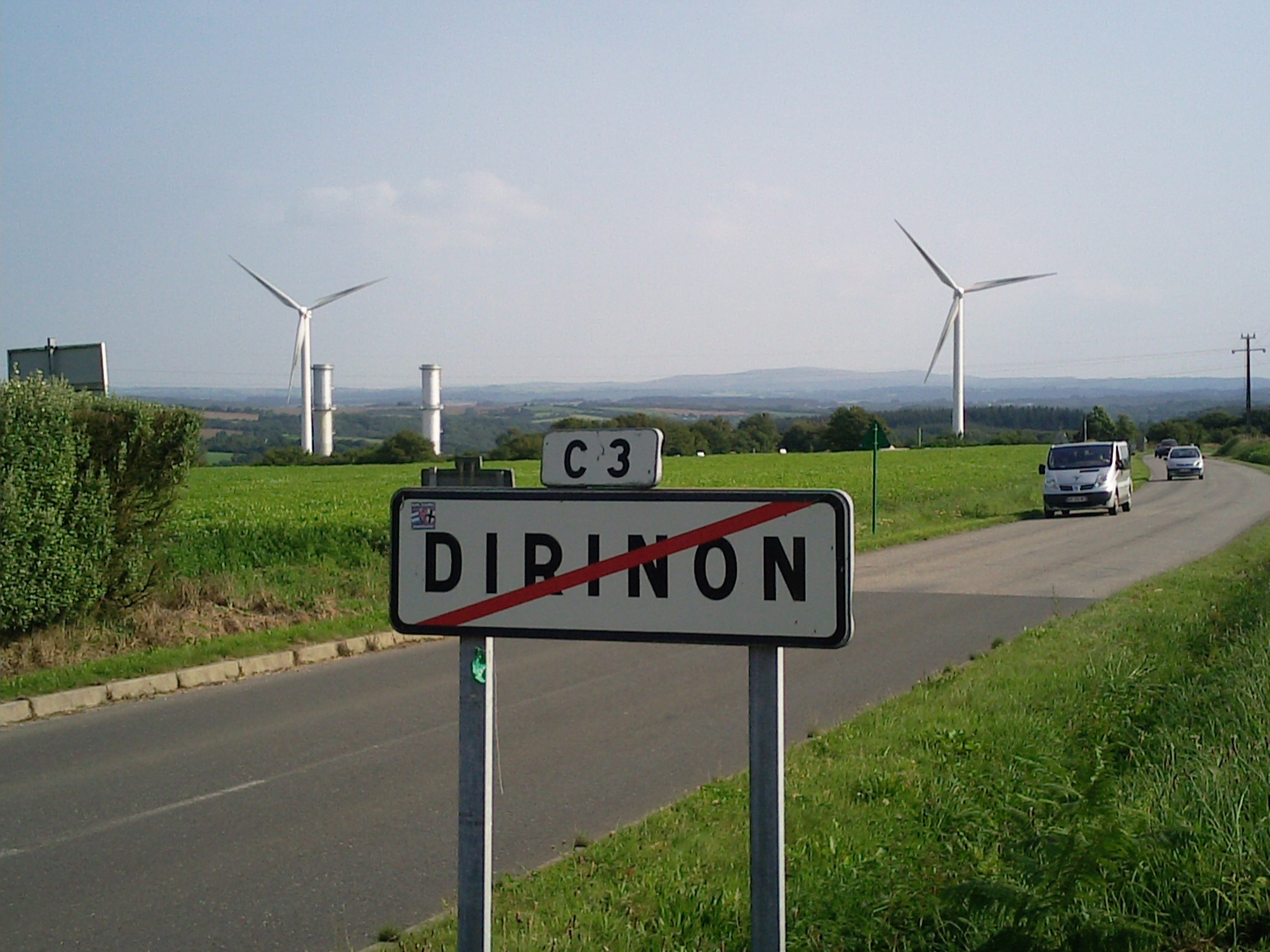
Éoliennes à la sortie du bourg de Dirinon.

### Production d'énergie
- Le site de Dirinon accueille deux turbines à combustion de 85 MW chacune. Elles fonctionnent au gaz naturel ou au fioul domestique et ne servent que ponctuellement pour faire face aux pointes de consommation électrique et assurer une sécurité d'approvisionnement électrique à la pointe de Bretagne[99].
- Deux éoliennes Vestas d'une puissance installée totale de 1,7 MW ont été installées fin 2004.

### Industrie
- Zone industrielle de Lannuzel (desservie par le rail[100]) :
  - Technature (sous-traitant cosmétique : 110 salariés), entreprise créée en 1996[101].
  - Tôlerie Itec (50 salariés), entreprise créée en 1986[102].
  - Société industrielle de tôlerie et chaudronnerie.
- Cronolac (traitement des surfaces).

### Services
- Une plate-forme logistique du distributeur alimentaire Logidis (groupe Carrefour, 130 salariés en tout) a été abandonnée en 2007.

## Monuments et sites

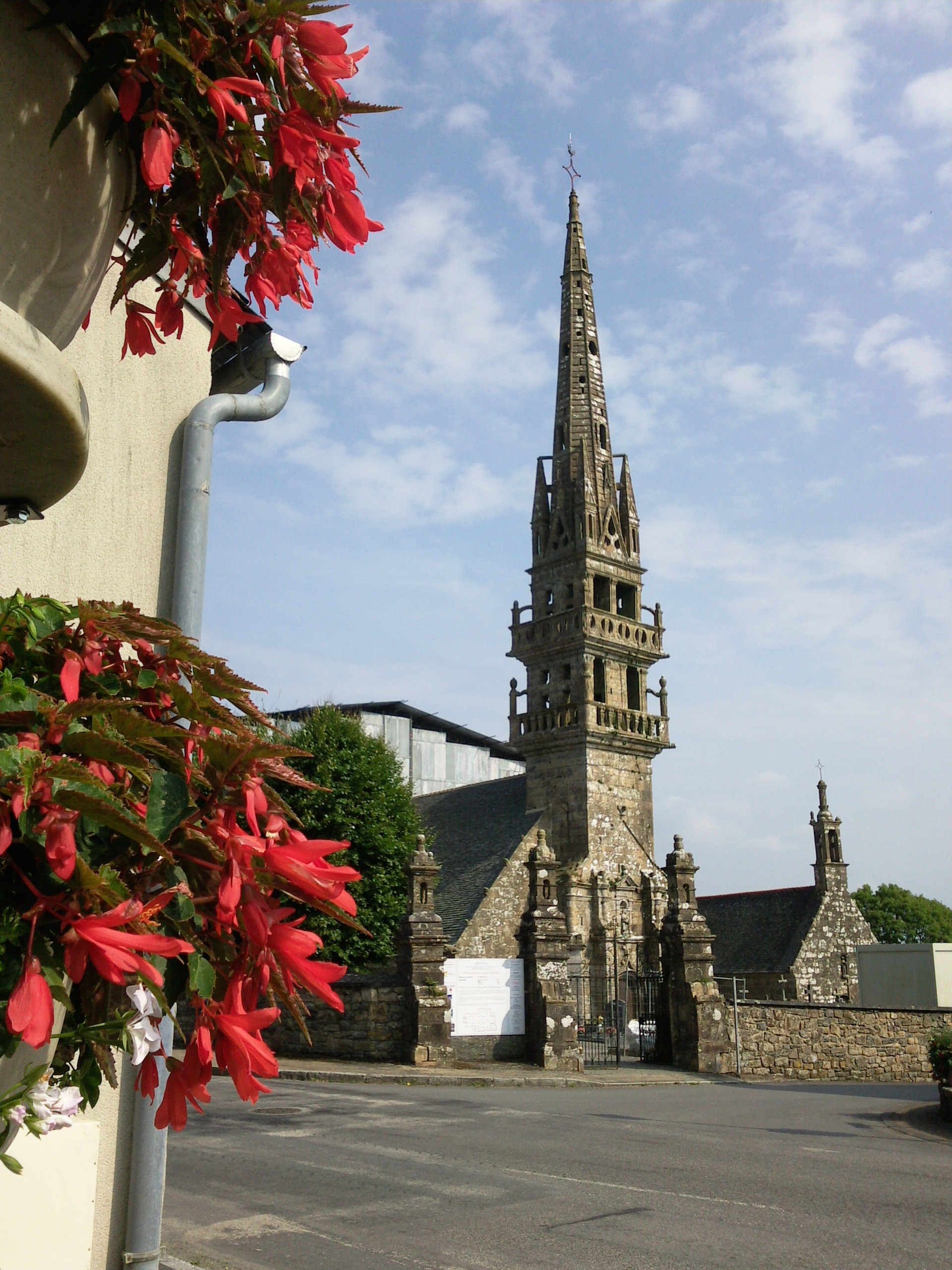
La façade et le clocher de l'église Sainte-Nonne.

### L'enclos paroissial
L'enclos paroissial fut construit à la faveur de la prospérité toilière de julods et grâce au mécénat de familles nobles qui ont laissé leurs blasons, par exemple sur le calvaire, comprend :
- l'église Sainte-Nonne (XVIe, XVIIe et XVIIIe siècles). La porte ouest de l'église, en anse de panier, est surmontée d'une accolade feuillagée et le fronton supérieur simulant une toiture est de style Renaissance[103]. Le porche sud date de 1618 et possède des statues des douze Apôtres. Le clocher, construit entre 1588 et 1593, est à double galerie et est, avec celui de La Roche-Maurice, le premier de ce type à avoir été construit. Un petit ossuaire d'attache [accolé à l'église] aux baies rectangulaires date de 1618. Une restauration importante, voire une reconstruction, date de 1712. L'église fut agrandie d'un chœur et d'un transept qui sont plus élevés que la nef au début du XVIIIe siècle. Une description de ses vitraux est consultable sur un site Internet[104]. L'église est classée monument historique par arrêté du 18 février 1916. Entre 2009 et 2012, l'église a connu des travaux importants, principalement une restauration de la charpente, réalisée par l'entreprise Perrault Frères, des environs d'Angers et de la toiture, par une entreprise de Morlaix. La restauration a concerné aussi les sablières et les peintures des voûtes (nef, transept et chœur)[105].

« En entrant dans le cimetière, plaçons-nous en face du portail ouest. La porte, en anse de panier, est surmontée d'une accolade feuillagée, dernière trace des traditions gothiques. Tout le reste est Renaissance ou plutôt Henri IV : deux contreforts de face, deux contreforts d'angle, couronnés par des colonnes cylindriques engagées et un entablement bien mouluré ; niche centrale à pilastres et à coquille, abritant une statue de la patronne, sainte Nonne, tenant des deux mains un livre fermé. Sur le contrefort sud-ouest est la date 1588. »

« À l'intérieur de l'église, on doit signaler, en premier lieu, les peintures qui ornent la voûte. Au fond de l'abside, c'est la Sainte-Trinité : le Père et le Fils assis sur des nuages, Notre-Seigneur tenant sa croix. Au-dessus d'eux plane le Saint-Esprit ; à leurs pieds est ouvert le livre de la Loi. Des deux côtés sont agenouillés les quatre Évangélistes, puis deux grands anges debout sonnent de la trompette et tiennent en l'air une croix, comme pour inviter l'univers à venir adorer la Divinité. Dans l'arrière-plan, la cour céleste, ou plutôt la multitude des anges, vêtus de robes blanches, sont en adoration et en contemplation devant les trois divines Personnes. (...) Dans les deux branches du transept sont les douze Apôtres, dix docteurs, avec le roi saint Louis et l'empereur saint Henri. Dans la nef, quarante panneaux représentent les Saints de toutes catégories : pontifes, confesseurs, martyrs, vierges, saintes veuves. Autour du maître-autel sont les statues de sainte Nonne, sainte Catherine, saint Pierre et saint Paul. Dans le transept Nord, Notre Dame du Rosaire, avec les petits médaillons des quinze mystères. Ce retable du Rosaire se trouvait autrefois sur le maître-autel, et dans la chapelle où il est actuellement, qui était la chapelle de la famille de Lezuzan, se voyait l'autel du Saint-Sacrement avec également un retable. »

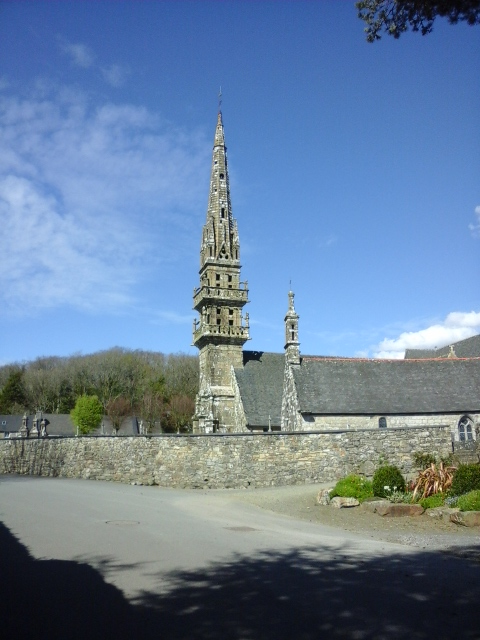
Eglise de Dirinon et la Chapelle Sainte-Nonne

- la chapelle Sainte-Nonne, dédiée elle aussi à sainte Nonne, date du (XVIe siècle) et possède des reliques de la sainte et un gisant du milieu du XVe siècle qui passa à tort pour être le tombeau de la sainte, mais la paroisse détient dans une châsse en argent datant des environs de 1450 ses reliques. Jusqu'à la fin du XVIIe siècle au moins, les enfants morts en bas âge étaient souvent enterrés dans cette chapelle « sans doute en mémoire de sa tendresse pour son fils saint Divy »[4]. Située à l'intérieur du placître de l'église, cette chapelle se compose d'une nef lambrissée et se termine par un chevet plat. La chapelle et le mur qui l'entoure sont classés monument historique par arrêté du 2 mai 1960.
  - Le gisant de Sainte-Nonne (1450), en pierre de kersanton.

« La sainte, admirablement drapée et tenant des deux mains un livre fermé, foule aux pieds un dragon. Deux anges tiennent une draperie sur le coussin qui soutient sa tète. À une extrémité et au milieu des deux côtés, des anges supportent des écussons frustes ou martelés. Le reste des deux côtés est occupé par les statuettes des douze Apôtres. »

- La fontaine de Sainte-Nonne date de 1623]et c'est le Seigneur Maufric de Lézuzan qui la fit construire. Elle est située dans un cadre boisé, sur la route allant du bourg à Kerverrot. Elle se trouve actuellement proche de la partie est de la zone industrielle de Lannuzel. La région était autrefois entièrement boisée et c'est non loin de là, dit-on, qu'avait été édifié l'ermitage de Sainte Nonne. Près de la fontaine se trouve la pierre sur laquelle, selon la légende, C'est là qu'est né Saint Divy (fils de Sainte Nonne) et l'eau jaillit (de la fontaine pour permettre à sainte Nonne de faire baptiser son enfant.
- Oratoire de Sainte- Nonne. Au croisement de la route de Kerverrot et la route de Croix de Mission se trouve un petit oratoire en pierre avec une statue de sainte Nonne. L'abée le Roux dans sa monographie sur Dirinon, affirme que cet oratoire se trouve là pour montrer la route à prendre pour arriver à l'ermitage.
- Le calvaire, qui porte les blasons des familles Du Louët et Simon de Kerbringal, représente sur sa face ouest le Christ entouré de la Vierge Marie et saint Jean, et sur sa face est une Vierge à l'Enfant, saint Pierre tenant la clef du Paradis, et Marie-Madeleine portant le vase des aromates[106].

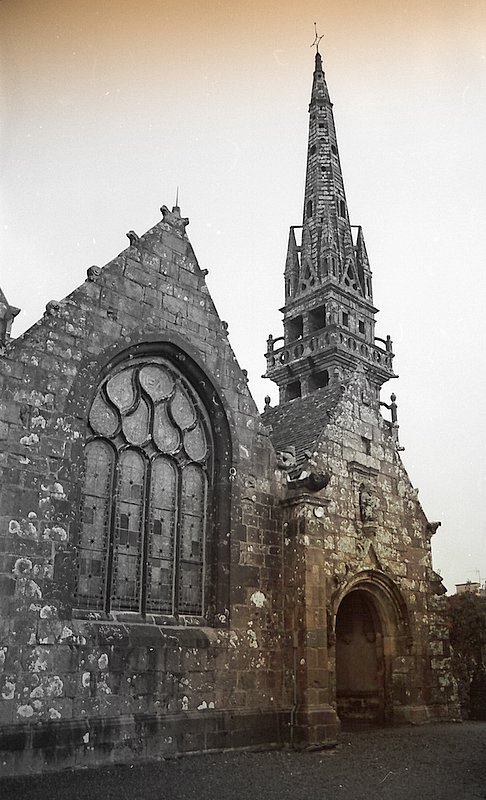
Dirinon : l'église Sainte-Nonne.
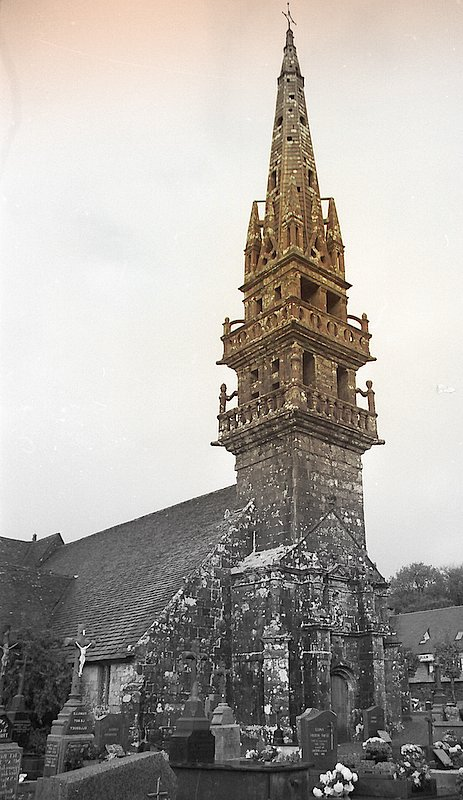
Dirinon : le clocher de l'église Sainte-Nonne 1.
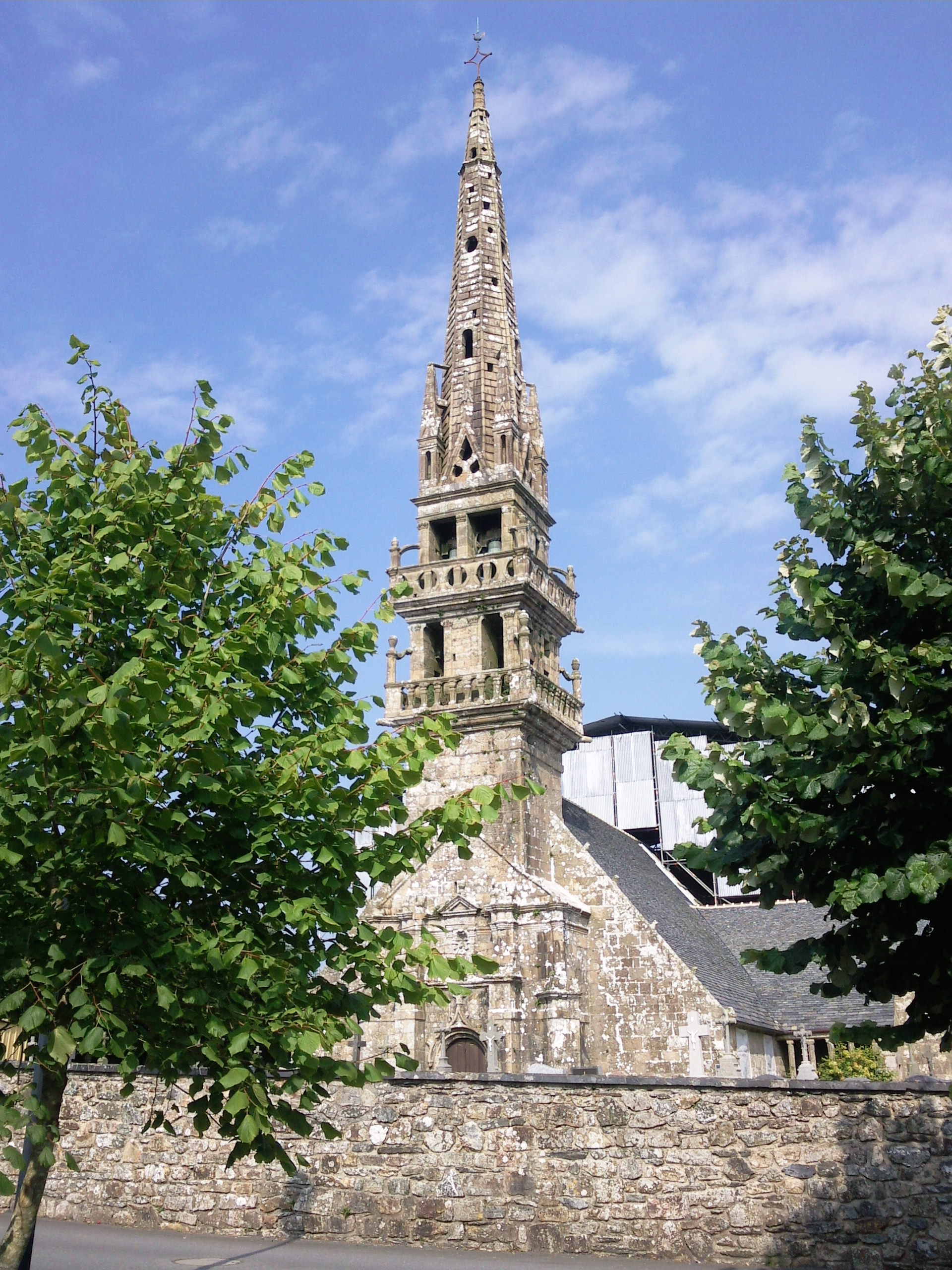
Dirinon : le clocher de l'église Sainte-Nonne 2.
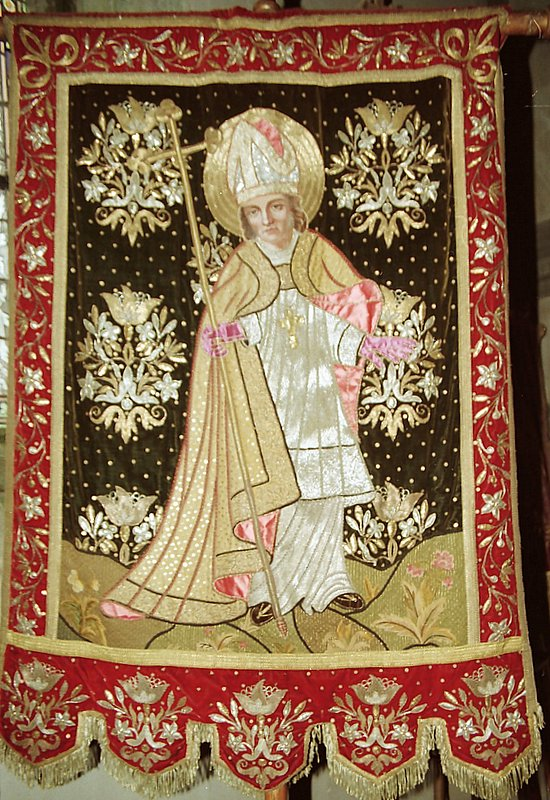
Dirinon, église Sainte-Nonne, bannière de procession représentant saint Divy.
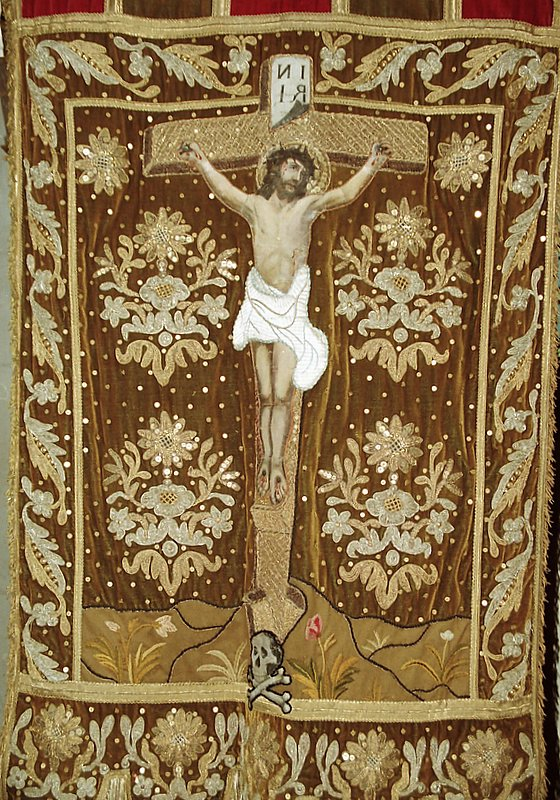
Dirinon, église Sainte-Nonne, bannière de procession représentant le Christ en croix.
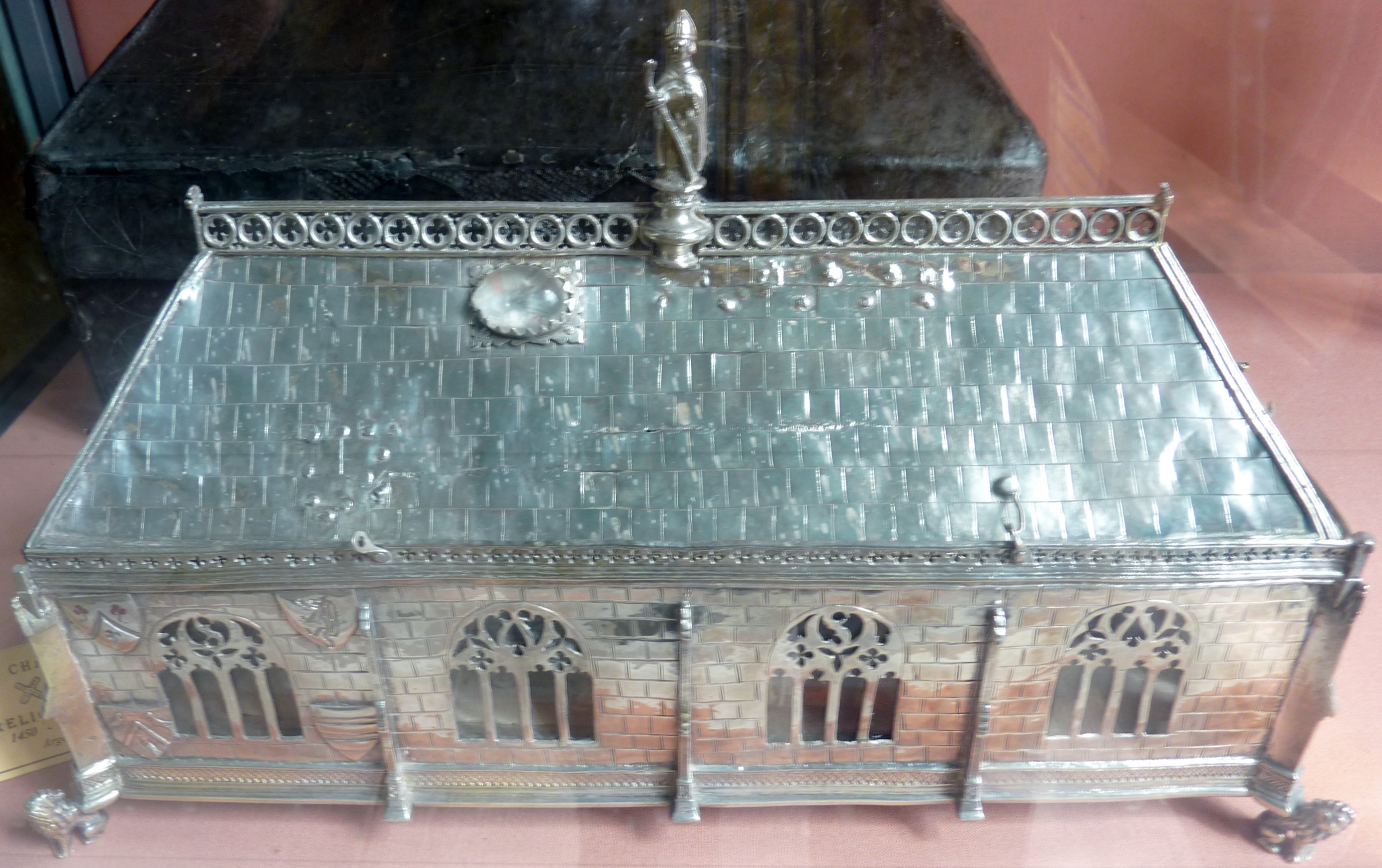
Dirinon : église Sainte-Nonne, le reliquaire en argent de sainte Nonne.
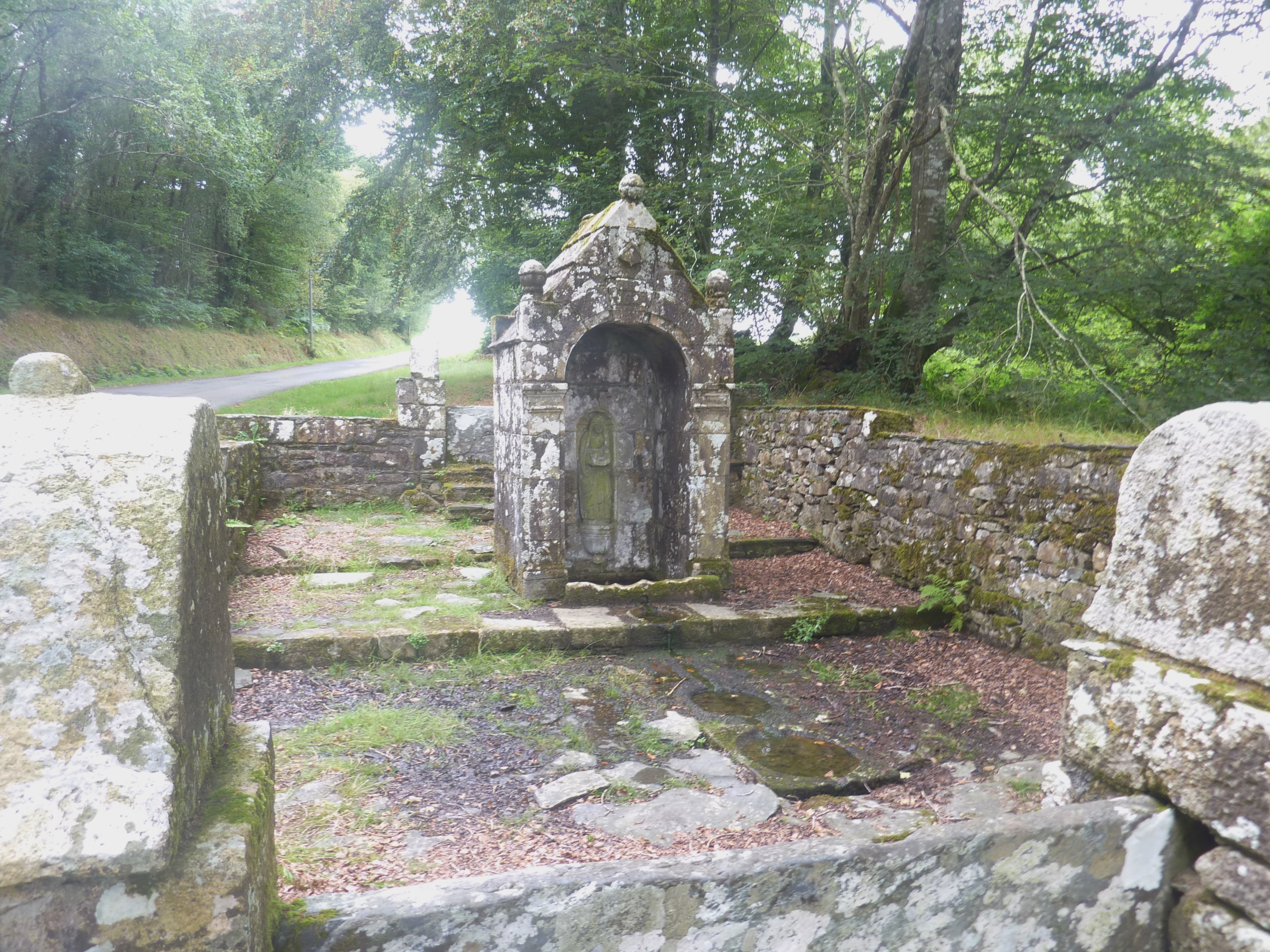
Dirinon : la fontaine Sainte-Nonne.
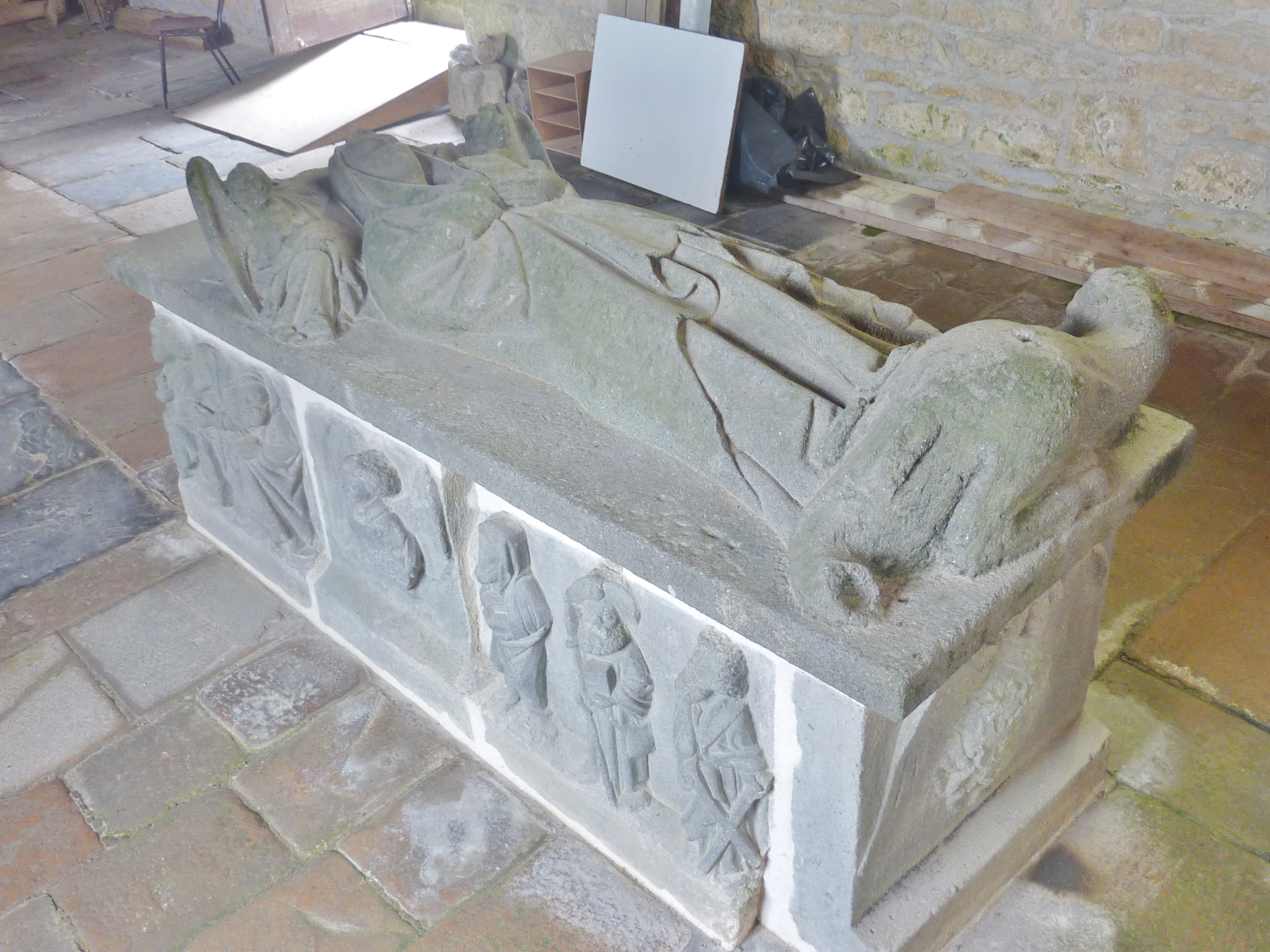
Le gisant de sainte Nonne (vers 1450), dans la chapelle Sainte-Nonne.

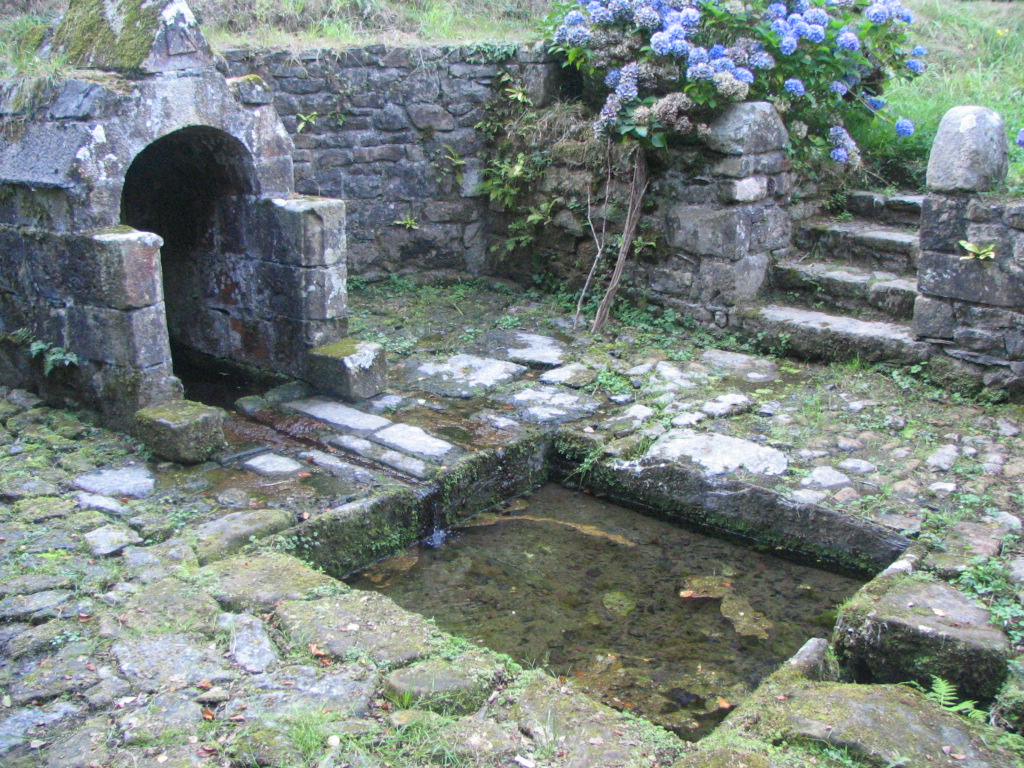
Dirinon : la fontaine Saint-Divy.

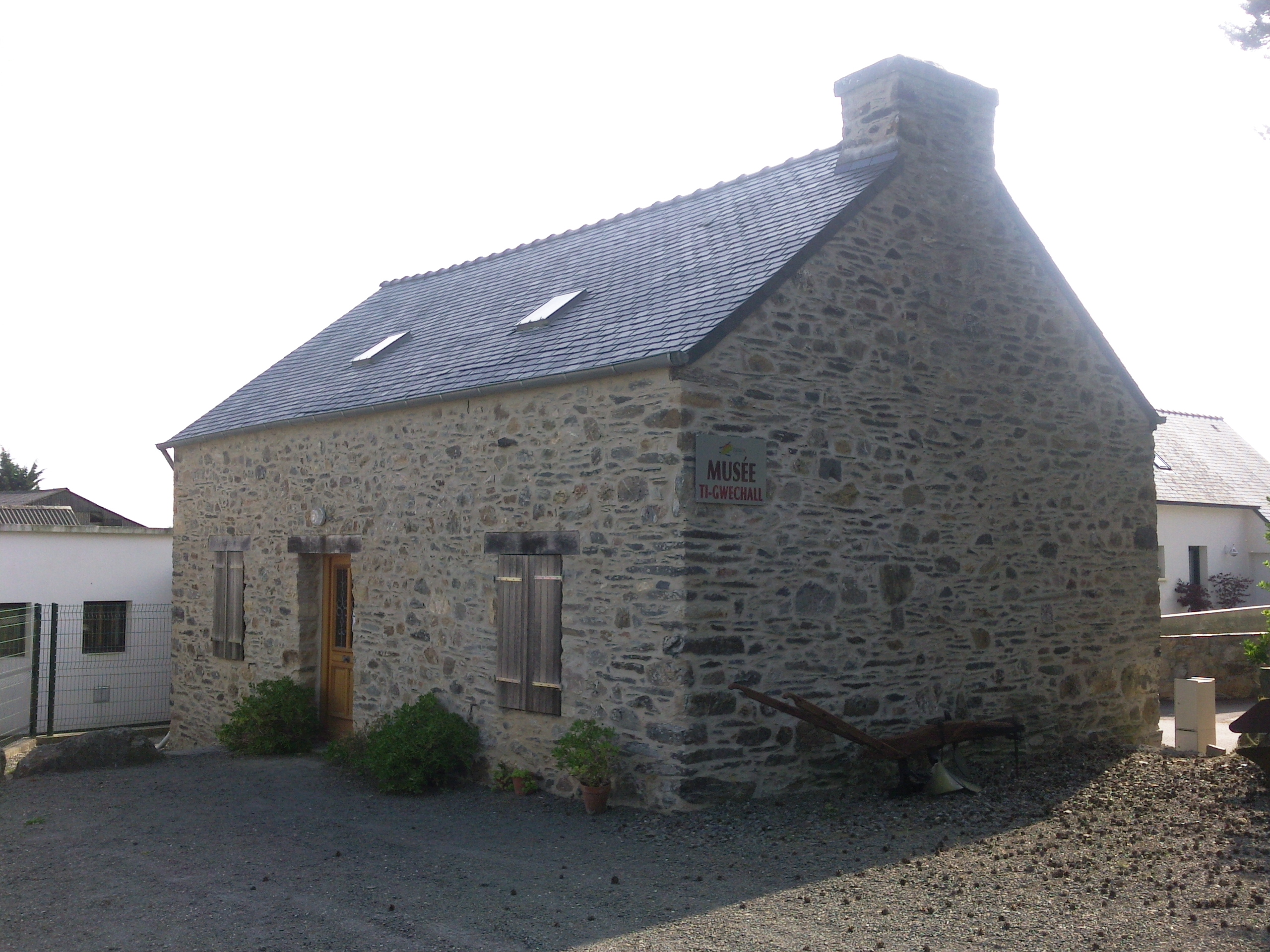
Le musée des costumes et les traditions du vieux Dirinon.

### Autres monuments
- La chapelle Saint-Divy, en forme de croix latine, est située à Lannuzel, construite en 1702 (selon la date gravée sur un pignon) mais il est probable que même avant 1702, il existait déjà une chapelle Saint-Divy et que 1702 n'était qu'une extension, jouant ainsi de rôle d'annexe pour l'église Sainte-Nonne. En effet Lannuzel (Lannuzel Creis, Lannuzel Uhella et Lannuzel Izella) comprenait de nombreuses maisons mais la chapelle fut tout de même démolie en 1809 (manque d'entretien)[107], mais reconstruite en 1824 comme l'indique une inscription (grâce à la générosité de M. De Marigny). Il y avait avant, à cet emplacement, une enceinte protohistorique ou lieu sacré de l'époque païenne. La pierre d'angle sud-est sur laquelle repose le transept du sanctuaire semble être une stèle de l'âge de fer. L'ermitage du moine celtique Uzel y a été implanté au VIe siècle. La niche, située au-dessus de la porte Renaissance, abrite la statue de saint Fiacre, patron des jardiniers, des horticulteurs et des maraîchers. Chaque dimanche à la chapelle était célébrée la messe. Elle connut plusieurs réparations entre 1986 et 1987. En 2011, le conseil municipal a voté des crédits pour la restauration des vitraux de cette chapelle[108].
- La fontaine Saint-Divy date du XVIe siècle et se trouve au creux d'un vallon, à 200 mètres de Kerverrot. La niche abrite la statue de saint Divy, revêtu de ses habits épiscopaux (mitre et crosse). Isolée, plus rustique que la fontaine Sainte-Nonne, mais, le style est semblable, elle forme un enclos de 5,40 × 5,80 m, où l'on descend par un escalier de cinq marches. L'eau du bassin s'écoule par un petit canal et alimente un lavoir. Comme la fontaine Sainte-Nonne, elle port le blason des Lézuzan.
- Deux autres fontaines : Saint-Albin (au nord du bourg ; une chapelle Saint-Aubin, dédiée à saint Aubin, a existé près du château de Lesquivit jusqu'à la Révolution française) et Sainte-Anne, située au Roual.
- Quinze croix et calvaires sont disséminés sur le territoire communal, datant selon les cas du Moyen Âge au XXe siècle ; Croas-ar-Vossen date du XVe siècle, de même que le calvaire de Kerminouarn ; la croix de Comenec'h date du XVIe siècle, celle de Kerménélec des environs de 1550, celle de Kergavarec de 1595, Beg-ar-Groas (la Croix rouge) des environs de 1640, celle du cimetière du XVIIe siècle, la Croix-de-Pencran date de 1743, celle de Kerliézec du XIXe siècle[109].

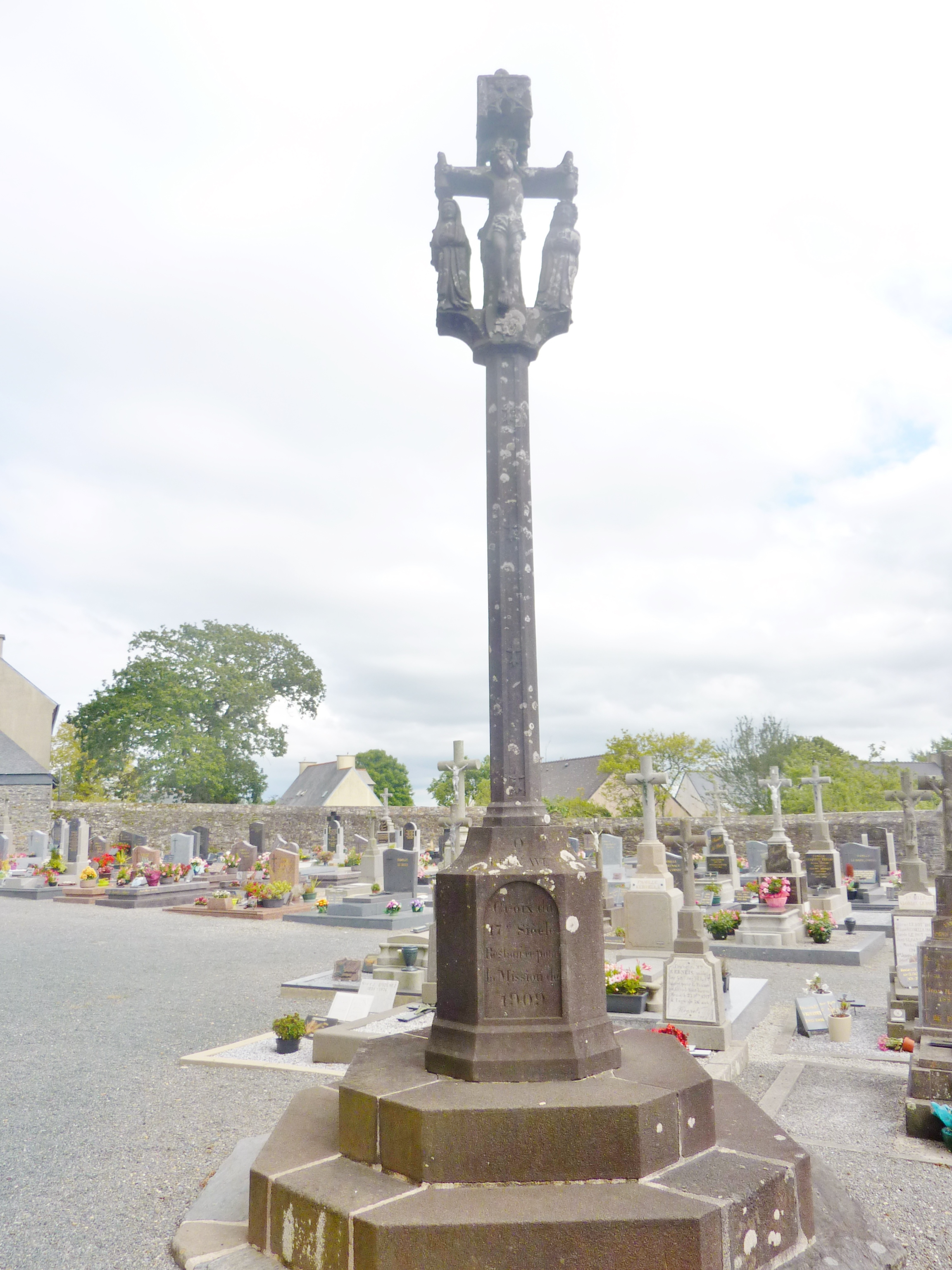
Dirinon : le calvaire du cimetière (XVIIe siècle).
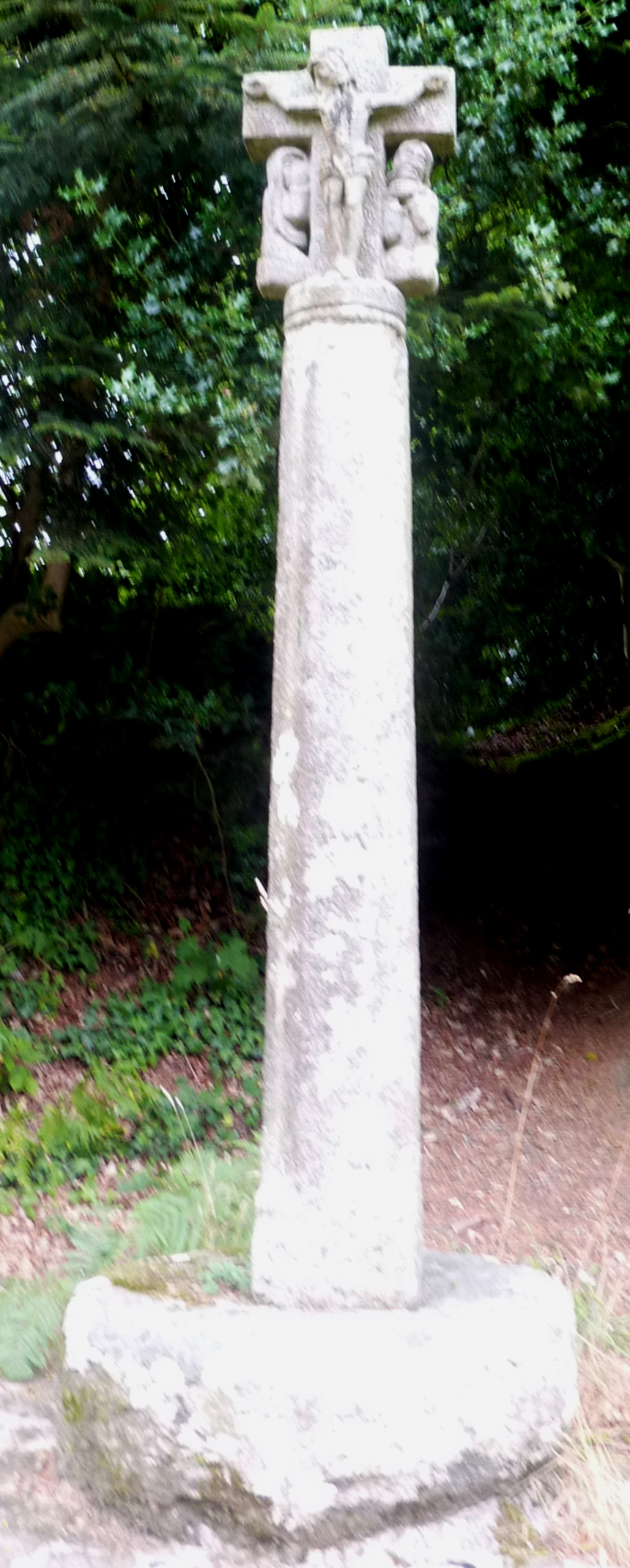
Dirinon : le calvaire de Lesquivit.

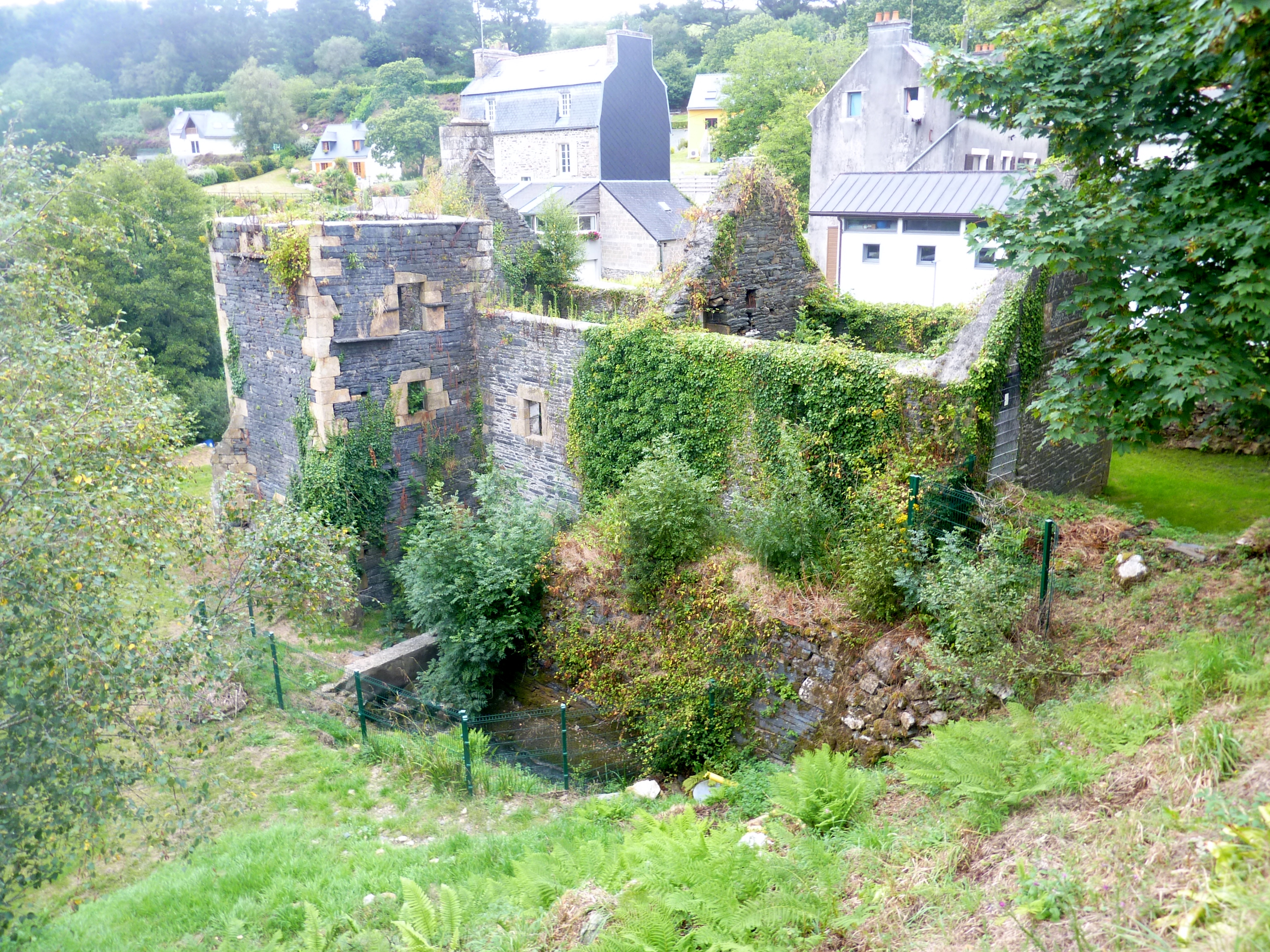
Dirinon : les ruines du moulin du Roual (état actuel).

- Le manoir du Roual, qui date des XVe et XVIe siècles, possède un corps de logis, avec deux avancées et un cadran solaire daté de 1593[110]. Un écusson, situé au-dessus de la porte cochère du manoir, porte le blason à six faces avec un trèfle en chef à dextre avec une banderole sur laquelle est inscrite la devise bretonne Sell pe ryi (« Prends garde à ce que tu feras »)[111]. La grande salle du manoir s'éclaire notamment par un oculus du XVe siècle[112].
- Le manoir de Pennarun[113] date du XVIe siècle. Un blason aux alliances des Toutenoutre orne la façade ; une console porte une statue de saint Sébastien. La chapelle du manoir a disparu[114].
- Le manoir de Kerliezec appartient depuis le XVe siècle à la famille Huon dont les armoiries se trouvent au-dessus de la porte principale. Ce manoir abrite aussi une chapelle[115].
- Le château de Lesquivit[35], construit au XVIIIe siècle par la famille du Louët Par exemple, Achille IV de Harlay, seigneur comte de Beaumont, avocat général au Parlement de Paris et conseiller d'État (décédé à Paris le 23 juillet 1717), époux de Anne-Renée Louise du Louet (fille unique de Robert-Louis du Louët, marquis de Coëtjunval (en Ploudaniel), doyen du Parlement de Bretagne, héritière de Coëtjunval), y habita au début du XVIIIe siècle. Le château de Lesquivit fut ensuite habité par la famille Bernard de Marigny. À la suite du décès le 16 février 1939 à l'âge de 93 ans de Fanny Barazer de Lannurien, vicomtesse de Lesguern (en Saint-Frégant), alors propriétaire du château[116], le château de Lesquivit est mis en vente en 1939[117].
- Le Musée des Traditions du Vieux Dirinon[118] se situe au bourg, rue du Traon, à côté de l'église.
- Les ruines du moulin du Roual[119].

## Loisirs et sports

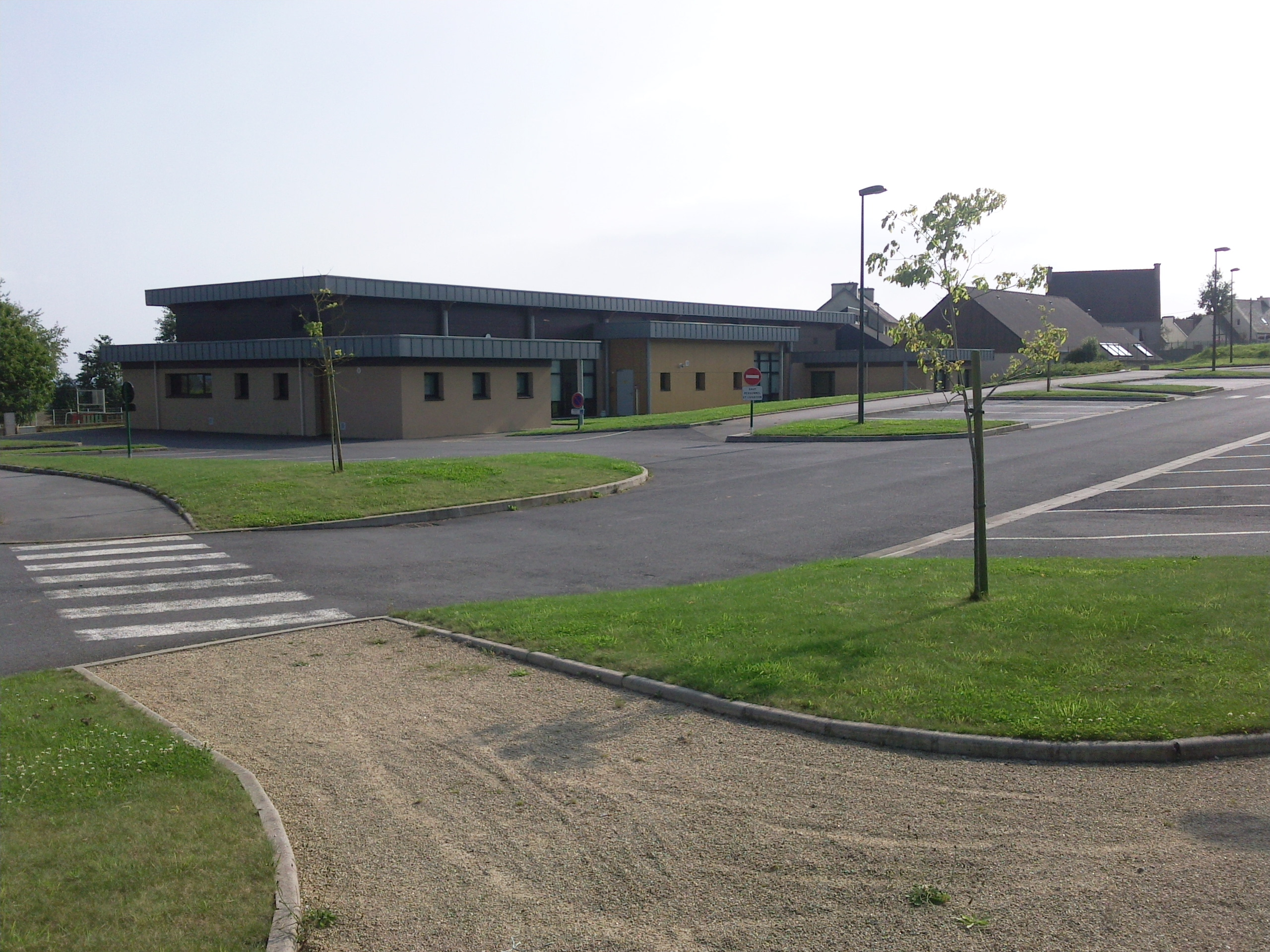
La salle des sports.

- Dirinon organise chaque année le tournoi international de football de Dirinon qui attire plus de 5 000 visiteurs[120], organisé par le club de football local, l'A.S. Dirinon.
- Plusieurs circuits de randonnées pédestres ont été balisés dans la commune[121].
- 30 associations sportives, culturelles, de loisirs ou de services existent dans la commune, ainsi qu'une bibliothèque et une halte-garderie.

Depuis 2004, la municipalité organise les Trophées du Sport. Cette cérémonie a pour but de féliciter et remercier les clubs, joueurs ou dirigeants, qui œuvrent tout au long de l'année mais aussi les résidents de Dirinon faisant un sport dans une commune extérieure, une école ou autre (DirinonInfo, no 173).

## Légendes
- Le mal de Saint-Divy : en trempant dans l'eau de la fontaine de Saint-Divy la chemise des enfants qui naissent avec une barre bleue entre les yeux (le « mal de Saint-Divy »), on les sauve d'une mort prochaine. Si le linge surnage, le malade guérira ; s'il plonge, il mourra[122]. On peut aussi les mener à Dirinon à la pierre où sainte Nonne, mère de saint Divy, a laissé l'empreinte de ses genoux, afin de les sauver de la mort prématurée que ce signe annonce[123].
- La lumière de Sainte Nonne et saint Divy : chaque année, la veille du pardon de Dirinon, une lumière, que personne ne paraît porter, se rend de cette église à la chapelle Saint-Divy, et revient presque aussitôt, accompagnée d'une autre, qui, bientôt après, retourne seule d'où elle est venue. On paraît croire dans cette localité que ce sont sainte Nonne et son fils qui se rendent visite[30].

## Œuvres littéraires
- Georges-Gustave Toudouze a publié deux romans : Pour tout l'or de la mer et Mona, fille des îles, dont le héros principal se nomme « Dirinon ». Ces romans ont été publiés en feuilleton dans le journal Ouest-Éclair en 1931[124] pour le premier, et en 1935[125] pour le second.

## Personnalités liées à la commune
- Charles-Marc Du Bois Guéhenneuc[126], né le 20 janvier 1740 au manoir de Kerguern en Dirinon, commanda la gabare le Gros Ventre en 1771, devint lieutenant de vaisseau en 1773, aide-major d'artillerie en 1774 et fut tué à l'ennemi sur le Robuste alors commandé par La Motte-Picquet le 6 mars 1778 dans le cadre des combats de la guerre d'indépendance américaine. Pendant qu'il était enseigne de vaisseau sur Le Gros Ventre, alors commandé par son cousin Louis de Saint-Alouarn[127], gabare qui accompagnait le navire la Fortune commandé par Yves de Kerguélen, il fut la première personne à accoster le 14 février 1772 sur les îles Kerguelen: « J'ai fait arborer le pavillon et pris possession au nom du roy, mon maître, en faisant crier trois fois "Vive le Roy" et tirer trois décharges de mousqueterie ». Son récit de la prise de possession des îles Kerguelen a été publié[128]. Il était marié depuis 1767 à Châteaulin avec Anne-Marie Le Moyne de Préfontaine. Il était chevalier de l'Ordre de Saint-Louis[129].
- Vice-amiral de Bernard de Marigny (1740-1816), se distingua lors de la guerre de Sept Ans et la guerre d'indépendance des États-Unis ; commandant de la Belle Poule, il participa à la Bataille d'Ouessant en 1778 ; il fut vice-amiral, préfet maritime de Brest, maire de Dirinon. Marié le 30 avril 1782 à Guilers avec Alexandrine-Gabrielle de Coëtnempren de Kersaint (née vers 1752 à Guipavas, décédée le 24 octobre 1824 au château de Lesquivit), veuve d'Alexandre Potier de Courcy et grand-mère de Pol Potier de Courcy.
  - Leur fils, Pierre-Charles de Bernard de Marigny, né à Brest en 1785 et décédé en 1849, commissaire général de la marine, chevalier de l'Ordre de Saint-Louis, habita aussi le manoir de Lesquivit. Il se maria avec Pauline Léger.
    - Leur fille Caroline-Pauline de Bernard de Marigny (décédée le 9 février 1850 à Pau (Basses Pyrénées) épousa Armand-Marie-Francis (dit François) de Lesguern (né en 1815 à Landerneau, décédé le 21 novembre 1883 au château de Lesquivit), ancien élève de l'École Royale Spéciale Militaire de Saint-Cyr, 7e promotion (1824-1826) et maire de Dirinon de 1848 à 1852.
      - Leur fils, Arthur-Paul-Marie de Lesguern, né le 1er avril 1842 à Brest, marié le 27 janvier 1868 à Morlaix avec Marie-Françoise Barazer de Lannurien, née le 16 octobre 1848 à Morlaix. Il fut maire de Dirinon de 1883 à 1922 et habitait le château de Lesquivit.
- Frañsez Kervella, (1913-1992), linguiste et écrivain de langue bretonne.
- La famille de Dieuleveult :
  - François-Marie de Dieuleveult, né le 19 août 1749 à Carhaix-Plouguer, décédé le 14 avril 1821 à Tréguier, docteur en médecine, médecin en chef des hôpitaux de Tréguier, anobli le 23 mai 1817, pour services rendus pendant une épidémie. Marié le 16 janvier 1799 à Lannion avec Céleste Marie Hyacinthe Le Gentil de Rosmorduc.
    - Paul-Thimothée-Agathe-Ange de Dieuleveult, né le 14 décembre 1799 à Tréguier, décédé le 4 février 1867 à Tréguier, maire de Tréguier, conseiller général et député des Côtes-du-Nord de 1849 à 1851[130]. Marié le 10 mai 1829 à Saint-Pol-de-Léon avec Olympe Marie Françoise Alexandrine de Kermenguy.
      - Arthur-Louis-Marie de Dieuleveult, né le 26 janvier 1838 à Tréguier, décédé le 24 décembre 1916 au château de Kerliezec en Dirinon, marié le 12 juin 1867 avec Marie Bigot d'Engente et remarié le 25 avril 1882 à Cléder avec Sidonie Marie Anne de Kermenguy (née le 17 février 1847 au château de Kermenguy en Cléder et décédée le 20 janvier 1927 au château de Kerliezec en Dirinon. Elle était la fille d'Émile Louis Marie de Kermenguy (1810-1893), comte de Kermenguy, maire de Saint-Pol-de-Léon en 1848 et député puis sénateur des Côtes-du-Nord.
        - Arthur-Paul-Marie de Dieuleveult (Arzur Breiz), né le 12 mars 1884 au château de Kerliézec en Dirinon, décédé le 7 juillet 1974 au manoir de Kerliézec, fut maire de Dirinon de 1924 à 1944. Marié le 30 septembre 1908 à Pencran avec Marguerite-Marie Le Forestier de Quillien (née le 16 juillet 1885 et décédée le 23 mai 1972). Militant bretonnant, il fréquenta l'extrême-droite française dans la décennie 1930, participant par exemple à l'Alliance nationale de l'Ouest en 1938[131].
- Philippe de Dieuleveult, né le 1er juillet 1951 à Versailles et disparu dans les rapides d'Inga au Zaïre le 1er août 1985, animateur de télévision, est un descendant de cette famille.
- Jean Malléjac, (1929-2000), cycliste vainqueur d'une étape sur le Tour de France en 1953.